# Villejuif
Villejuif est une commune française située dans le département du Val-de-Marne en région Île-de-France.
Ses habitants sont appelés les Villejuifois.

## Géographie

### Localisation

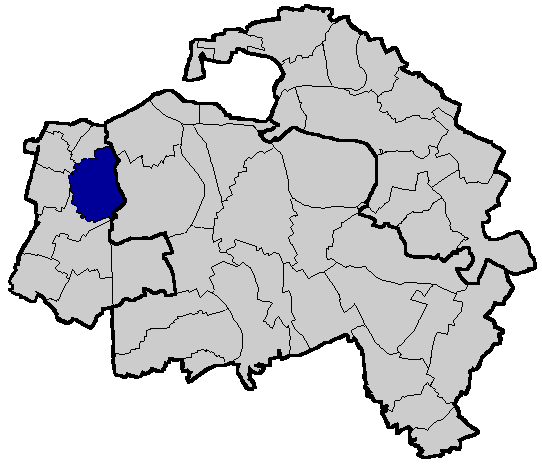
Localisation de Villejuif dans le Val-de-Marne.

Villejuif est une ville de la proche banlieue sud de Paris située au nord-ouest du département du Val-de-Marne. 
Elle se trouve à 8 kilomètres du centre de Paris (Notre-Dame) et son point le plus au nord se trouve à 1,02 kilomètre de la porte d'Italie.

### Communes limitrophes
Les communes limitrophes sont Ivry-sur-Seine, L'Haÿ-les-Roses, Arcueil, Cachan, Le Kremlin-Bicêtre et Vitry-sur-Seine.

### Géologie et relief
La ville s'étend sur 534 hectares, avec environ 2 kilomètres d'est en ouest et 3 kilomètres du nord au sud.
Villejuif est située à l'extrême nord du plateau du Hurepoix, partie désignée sous le nom de plateau de Longboyau, entre les vallées de la Seine et de la Bièvre. La majeure partie de la commune (le Haut-Villejuif) se situe sur le plateau, tandis qu'une autre partie se trouve sur les coteaux, à l'est et à l'ouest (Bas-Villejuif).
Son point culminant est le parc départemental des Hautes-Bruyères, à une altitude de 120 mètres, où est installée une redoute. Il s'agit également du point le plus haut du Val-de-Marne. Le point le plus bas de la commune se situe en revanche au nord-est, à la limite du Kremlin-Bicêtre et d'Ivry (rue Vérollot).
Villejuif surplombe ainsi ses communes limitrophes à l'est (Ivry et Vitry) et à l'ouest (Arcueil et Cachan).
Le sol du plateau de Villejuif est composé d'une couche marno-calcaire (meulière de Brie), sur lequel repose un manteau limoneux, qui contient du sable en forte proportion. Il est peu épais sauf aux Hautes-Bruyères (10 mètres), où des sablières ont été exploitées jusqu'au XXe siècle.
Le creusement des coteaux de Villejuif par les vallées de la Seine et de la Bièvre, au cours du quaternaire a rendu accessible la couche dite marno-calcaire, d'où l'exploitation du gypse dès le XVIIIe siècle et l'installation de briqueteries aux XIXe et XXe siècles’ des traces de tuileries romaines ayant été trouvées rue de la république.

### Hydrographie

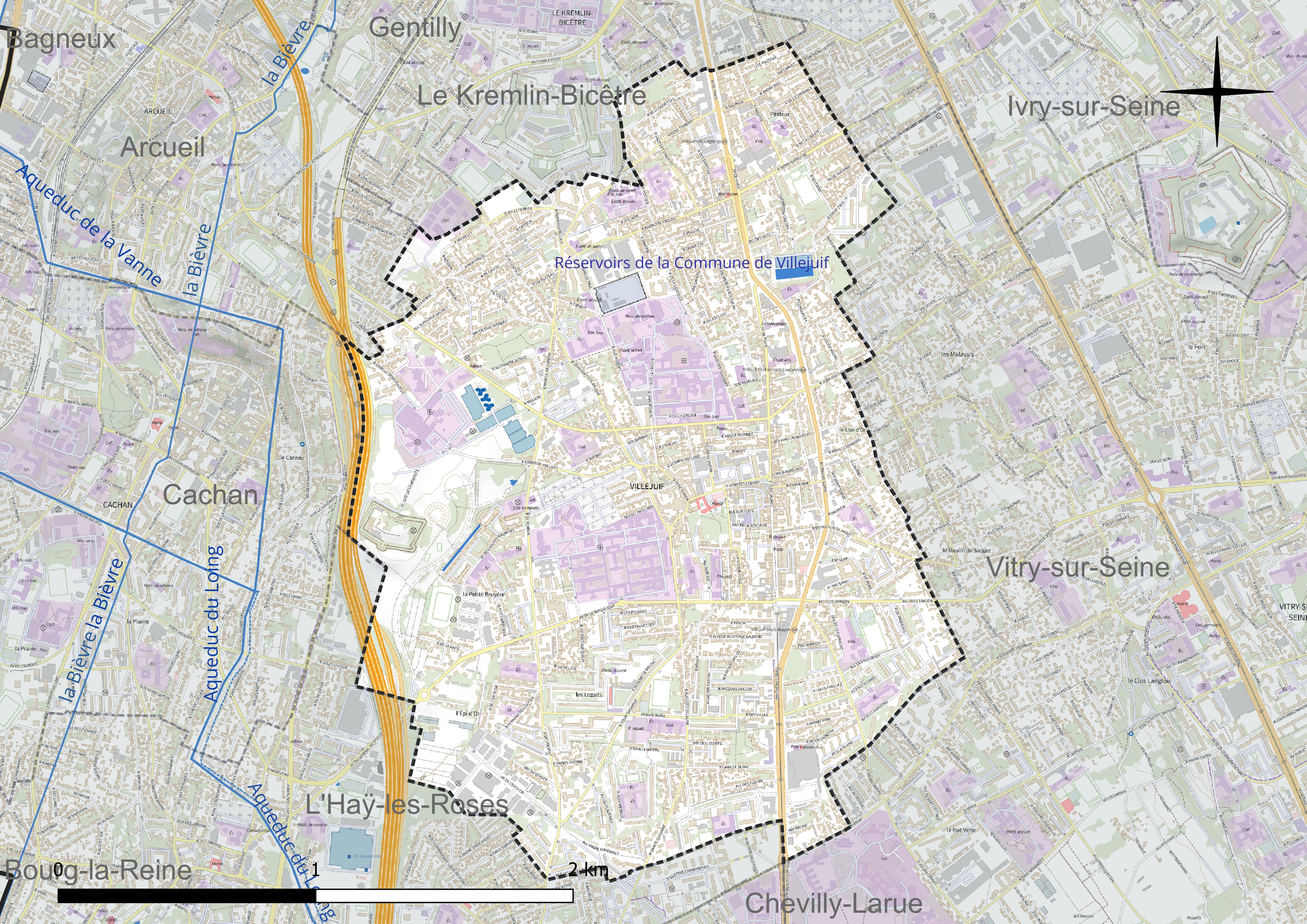
Carte hydrographique de la commune.

Aucun cours d'eau ne draine la commune.

### Climat
Pour des articles plus généraux, voir Climat de l'Île-de-France et Climat du Val-de-Marne.
En 2010, le climat de la commune est de type climat océanique dégradé des plaines du Centre et du Nord, selon une étude du CNRS s'appuyant sur une série de données couvrant la période 1971-2000. En 2020, Météo-France publie une typologie des climats de la France métropolitaine dans laquelle la commune est exposée à un climat océanique altéré et est dans la région climatique Sud-ouest du bassin Parisien, caractérisée par une faible pluviométrie, notamment au printemps (120 à 150 mm) et un hiver froid (3,5 °C).
Pour la période 1971-2000, la température annuelle moyenne est de 11,7 °C, avec une amplitude thermique annuelle de 15,4 °C. Le cumul annuel moyen de précipitations est de 636 mm, avec 10,6 jours de précipitations en janvier et 7,7 jours en juillet. Pour la période 1991-2020, la température moyenne annuelle observée par la station météorologique la plus proche, située à Choisy-le-Roi, à 5 km à vol d'oiseau, est de 12,7 °C et le cumul annuel moyen de précipitations est de 607,2 mm,. Pour l'avenir, les paramètres climatiques de la commune estimés pour 2050 selon différents scénarios d'émission de gaz à effet de serre sont consultables sur un site dédié publié par Météo-France en novembre 2022.
| Mois                                  | jan.             | fév.            | mars          | avril         | mai           | juin          | jui.          | août           | sep.          | oct.          | nov.          | déc.          | année      |
| ------------------------------------- | ---------------- | --------------- | ------------- | ------------- | ------------- | ------------- | ------------- | -------------- | ------------- | ------------- | ------------- | ------------- | ---------- |
| Température minimale moyenne (°C)     | 2,8              | 2,7             | 4,8           | 7,3           | 10,7          | 13,9          | 15,8          | 15,6           | 12,5          | 9,2           | 5,6           | 3,3           | 8,7        |
| Température moyenne (°C)              | 5,3              | 5,8             | 8,8           | 12,1          | 15,6          | 18,9          | 21            | 20,9           | 17,2          | 12,9          | 8,4           | 5,7           | 12,7       |
| Température maximale moyenne (°C)     | 7,7              | 8,9             | 12,8          | 16,9          | 20,5          | 23,8          | 26,2          | 26,2           | 21,9          | 16,6          | 11,1          | 8,1           | 16,7       |
| Record de froid (°C) date du record   | −11,5 01.01.1997 | −9,5 07.02.1991 | −7 02.03.05   | −1 14.04.19   | 1 07.05.1997  | 6 07.06.05    | 8 11.07.1993  | 7,5 28.08.1998 | 4 30.09.1995  | −1 24.10.03   | −7 24.11.1998 | −8 31.12.1996 | −11,5 1997 |
| Record de chaleur (°C) date du record | 16 12.01.04      | 21,2 27.02.19   | 26,2 31.03.21 | 29,6 18.04.18 | 33,3 27.05.05 | 37,5 27.06.11 | 41,7 25.07.19 | 40,5 12.08.03  | 35,3 14.09.20 | 28,9 03.10.11 | 21 08.11.15   | 17 16.12.1989 | 41,7 2019  |
| Précipitations (mm)                   | 49,5             | 43,3            | 43,3          | 44,7          | 58,6          | 54,5          | 53            | 52,5           | 43,2          | 51,6          | 52,7          | 60,3          | 607,2      |

## Urbanisme

### Typologie
Au 1er janvier 2024, Villejuif est catégorisée grand centre urbain, selon la nouvelle grille communale de densité à sept niveaux définie par l'Insee en 2022.
Elle appartient à l'unité urbaine de Paris, une agglomération inter-départementale regroupant 407  communes, dont elle est une commune de la banlieue,,. 
Par ailleurs la commune fait partie de l'aire d'attraction de Paris, dont elle est une commune du pôle principal,. Cette aire regroupe 1 929 communes,.

### Occupation des sols
Le territoire de la commune se compose en 2017 de 0,62 % d'espaces agricoles, forestiers et naturels, 13,9 % d'espaces ouverts artificialisés et 85,48 % d'espaces construits artificialisés

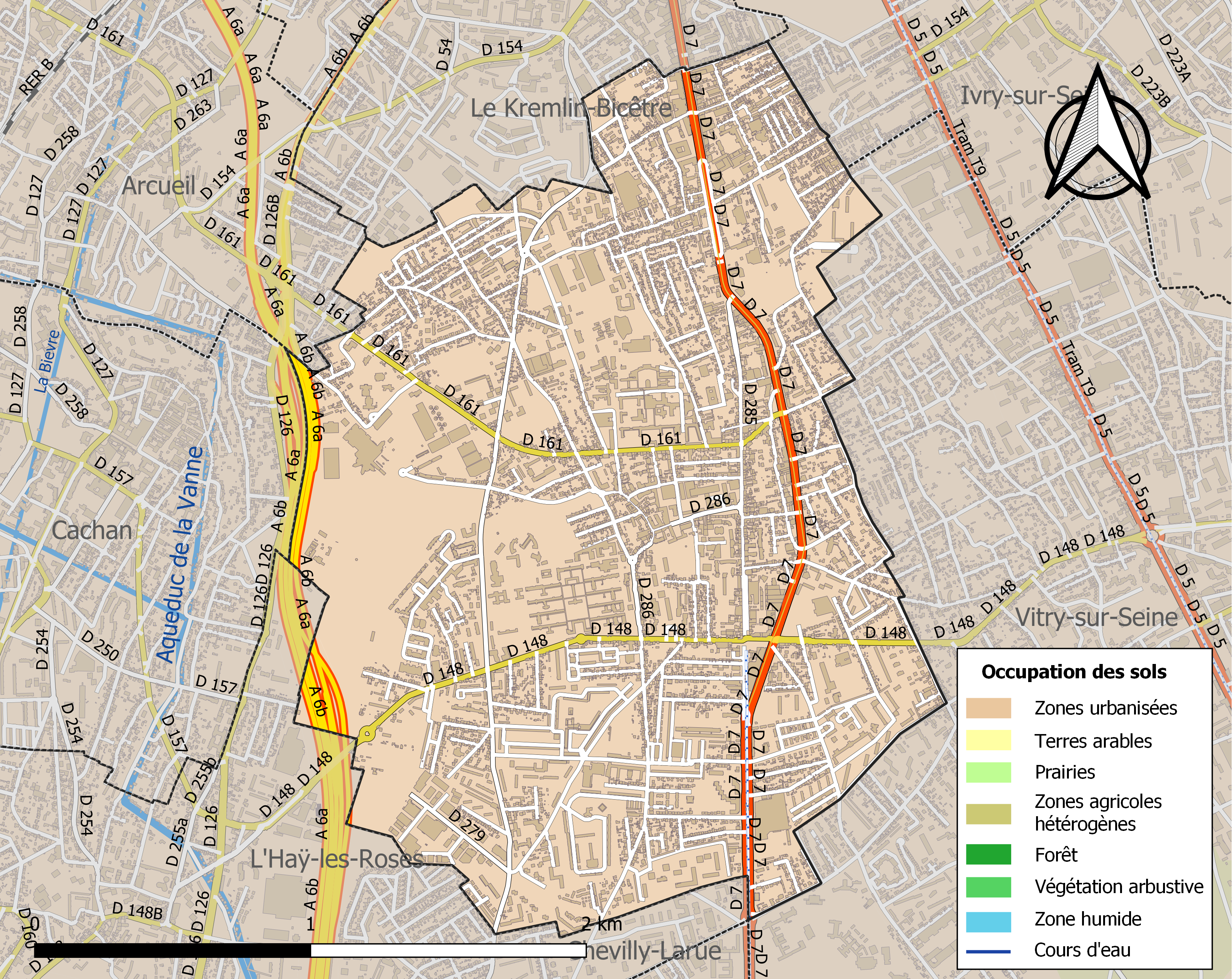
Carte des infrastructures et de l'occupation des sols de la commune en 2018 (CLC).

### Habitat et logement
En 2022, le nombre total de logements dans la commune était de 28 804, alors qu'il était de 26 004 en 2016 et de 24 626 en 2011. 
Parmi ces logements, 89,5 % étaient des résidences principales, 3,8 % des résidences secondaires et 6,7 % des logements vacants. Ces logements étaient pour 15,6 % d'entre eux des maisons individuelles et pour 81,2 % des appartements. 
Le tableau ci-dessous présente la typologie des logements à Villejuif en 2022 en comparaison avec celle du Val-de-Marne et de la France entière. Une caractéristique marquante du parc de logements est ainsi une proportion de résidences secondaires et logements occasionnels (3,8 %) supérieure à celle du département (2,1 %) mais inférieure à celle de la France entière (9,7 %). 
| Typologie                                               | Villejuif | Val-de-Marne | France entière |
| ------------------------------------------------------- | --------- | ------------ | -------------- |
| Résidences principales (en %)                           | 89,5      | 92           | 82,3           |
| Résidences secondaires et logements occasionnels (en %) | 3,8       | 2,1          | 9,7            |
| Logements vacants (en %)                                | 6,7       | 5,9          | 8              |

La commune respecte les obligations de disposer d'un pourcentage minimal de 25 % de logement social en France imposées par l'article 55 de la Loi SRU. En effet, au sens du recensement, elle dispose en 2008 de 7 796 logements sociaux (33,2 % du parc des résidences principales), nombre qui a crû à 7 829 en 2018 (32,3 %) proportionnellement à la croissance du nombre de logements de la ville.

### Voies de communication et transports

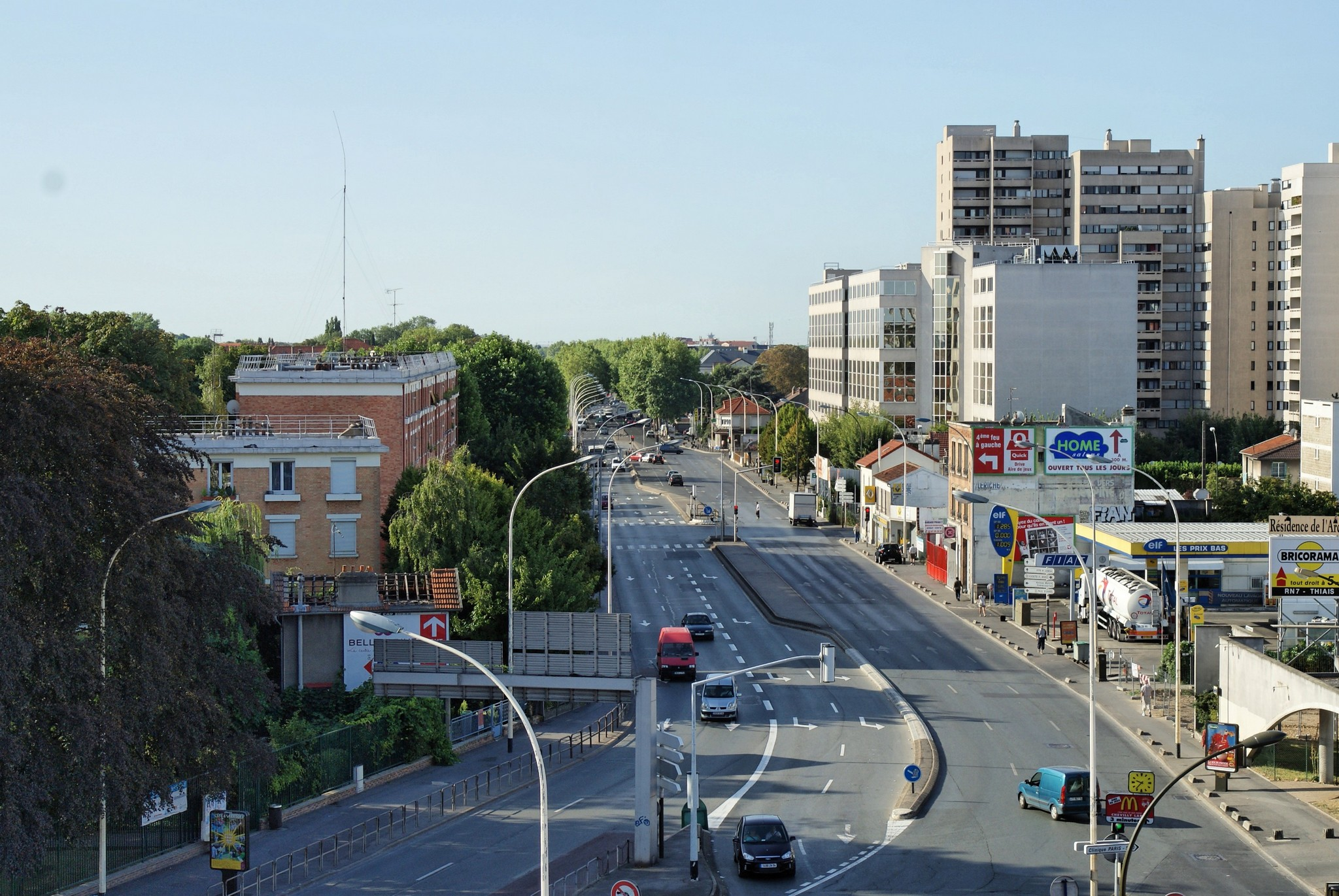
La RN 7 vue depuis la station Louis-Aragon.

Villejuif possède dans son sous sol des traces de l'époque romaine. La voie vers Rome ne passait pas par Villejuif mais par Ivry, Vitry via Melun et Lyon, capitale des Gaules. Villejuif est traversée par la route nationale 7, à l'époque route royale aménagée et nivelée pour faciliter l'accès vers la demeure royale de Fontainebleau. En amont et en aval de Villejuif, la RN7 s’appelle toujours avenue de Fontainebleau. Elle empruntait alors le trajet de l'actuelle avenue de Paris, de la rue Jean-Jaurès, puis de l'avenue de Stalingrad (la déviation de la RN 7 par le boulevard Maxime-Gorki ne fut construite qu'en 1935). C'est autour de cet axe, appelé « Grande rue » dès le XVe siècle, que se développa la ville, notamment avec l'installation d'artisans puis de commerçants, attirés par le passage et la proximité de Paris.
La situation de Villejuif à l'extrémité d'un plateau et la forte pente de la « montagne de Villejuif » (fin de l'avenue de Paris et début de la rue Jean-Jaurès) ont facilité l’installation de moulins à vent, de mires, puis des premiers télégraphes (ligne Paris-Venise).  En revanche, l'absence de voies navigables (Villejuif se situe entre la Seine et la Bièvre) a pu freiner l'arrivée d'autres moyens de transports jusqu'au XXe siècle, notamment le chemin de fer, ce qui a amené les industries nouvelles à s'installer plutôt dans les villes limitrophes.

#### Voies de communication
Villejuif est traversée par quatre axes principaux :
- du nord au sud :
  - la RD 7, à l'est, qui contourne le centre-ville depuis 1935 en empruntant le boulevard Maxime-Gorki. Elle dessert les trois stations de métro de Villejuif, Léo-Lagrange, Paul-Vaillant-Couturier et Louis-Aragon,
  - à l'ouest, l'axe constitué par le boulevard Chastenet-de-Géry, puis les rues Marcel-Grosménil, de Verdun et de Chevilly, axe qui semble exister depuis avant le XVIIIe siècle ;
- d'est en ouest :
  - la route départementale 161, au nord, qui aboutit au niveau de la station Paul-Vaillant-Couturier, sur la RD 7,
  - la route départementale 148, au sud, qui traverse de L'Haÿ-les-Roses à Vitry et dessert la station Louis-Aragon.

Enfin, Villejuif est longée à l'ouest par l'autoroute A6, qui forme sa délimitation avec Cachan.
L'ex RN 7 a été transformée en boulevard urbain (place plus importante pour les piétons, cyclistes, transports en commun… et réduction de la circulation), de la porte d'Italie à Chevilly-Larue.
Du fait de la présence de nombreux hôpitaux, situés, de plus, loin des stations de métro, le trafic automobile est le plus important de l'agglomération du Val-de-Bièvre.

#### Transports

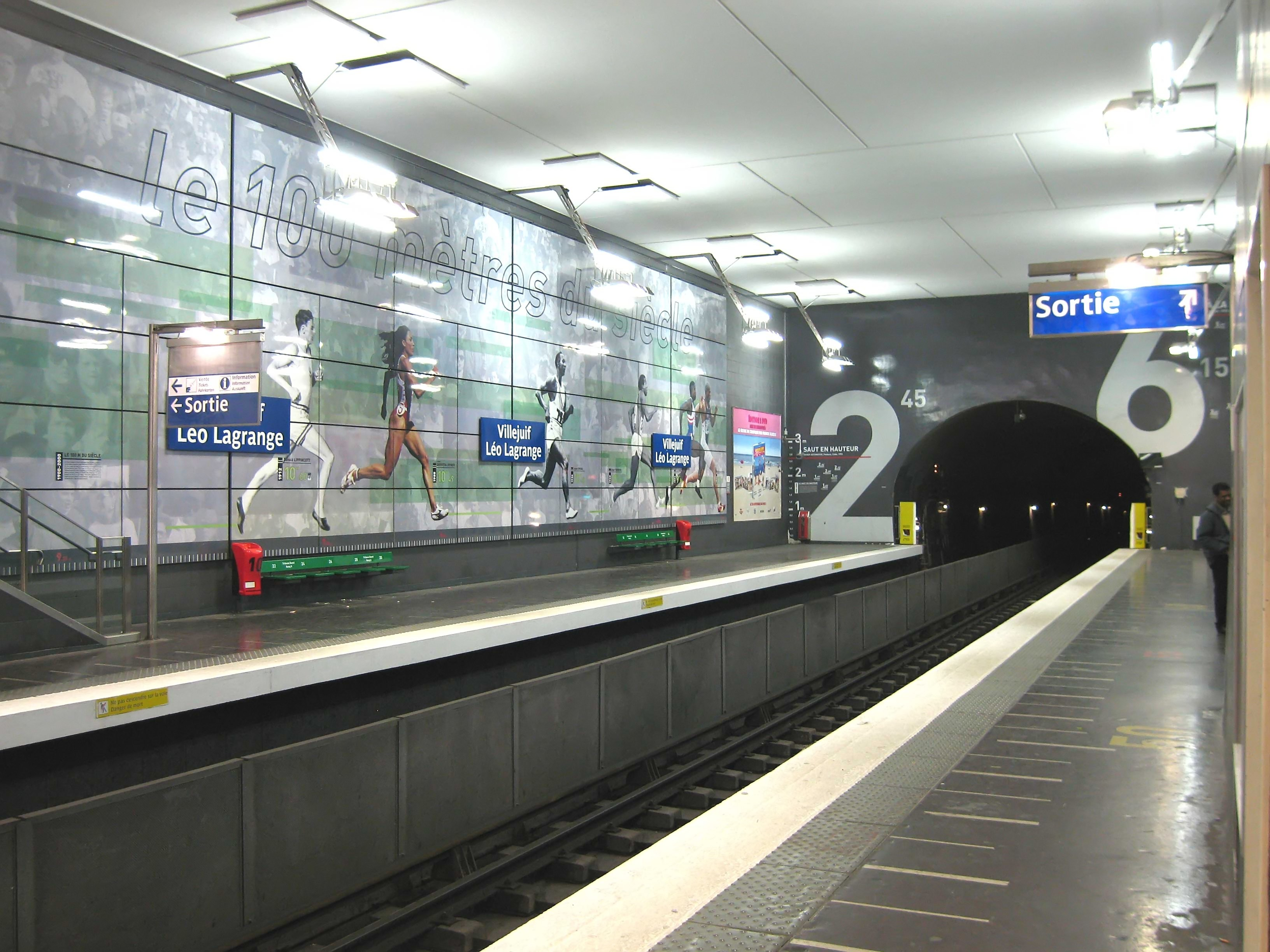
La station de métro Villejuif - Léo Lagrange.

Malgré les demandes de la municipalité depuis l'avant-guerre, le prolongement de la ligne 7 du métro (branche bleue) ne sera réalisé que le 28 février 1985. Elle dessert, du nord au sud, les stations Villejuif - Léo Lagrange, Villejuif - Paul Vaillant-Couturier et le terminus Villejuif - Louis Aragon.
Depuis le 18 janvier 2025, la ville est desservie également par la ligne 14 du métro à la station Villejuif - Gustave Roussy.
La ligne 7 du tramway d'Île-de-France, ouverte le 16 novembre 2013, a son terminus nord à la station Villejuif - Louis Aragon et son terminus sud à Athis-Mons, en attendant un prolongement ultérieur à la gare de Juvisy. Elle suit le trajet de l'ex route nationale 7 vers le sud devenue RD 7. Sa réalisation a concrétisé les demandes du conseil municipal d'avant-guerre de prolongement jusqu'à Orly.
Villejuif est desservie par les lignes du réseau de bus RATP suivantes :
- sept lignes classiques : 131, 162, 172, 180, 185, 286 et 380 ;
- une ligne gratuite du réseau de bus Valouette : la ligne v7 qui est une navette interne à la commune ;
- deux lignes du réseau Noctilien : N15 et N22.

Enfin, un parking d'intérêt régional de 480 places a été installé à Louis-Aragon. Son but est d'amener les automobilistes à y laisser leurs voitures pour prendre le métro vers Paris, afin de réduire le trafic.

#### Projets en cours ou à venir
L'ouverture de la future ligne 15, qui sera en correspondance avec la ligne 14 à Villejuif - Gustave Roussy et avec la ligne 7 du métro et la ligne 7 du tramway d'Île-de-France à Villejuif - Louis Aragon, est prévue en été 2026 sur le tronçon Pont de Sèvres – Noisy - Champs.

### Milieux naturels et biodiversité

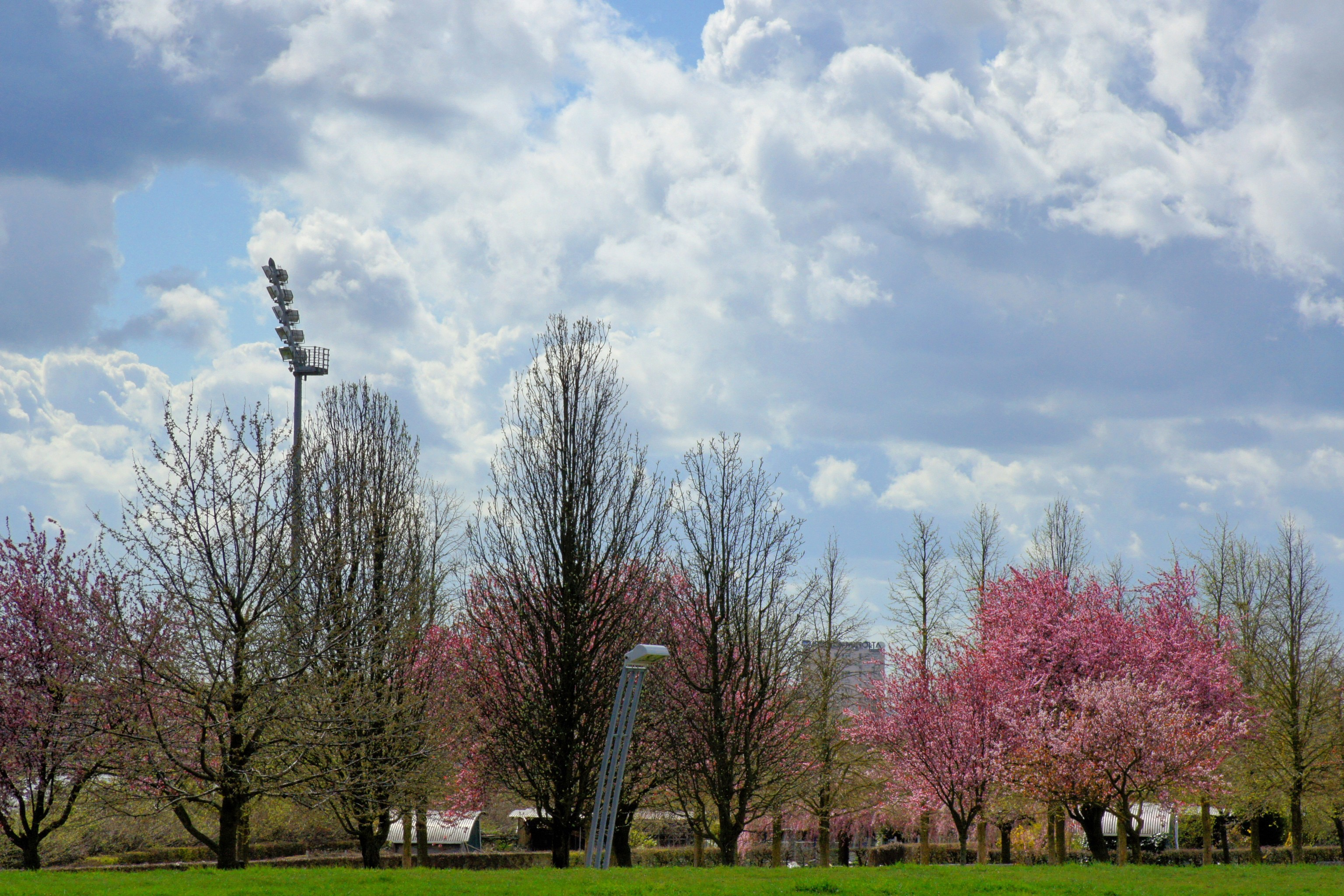
Le parc départemental des Hautes-Bruyères.

Villejuif abrite plusieurs parcs, jardins et squares pour une surface totale de plus d'une trentaine d'hectares.
- Le parc départemental des Hautes-Bruyères est le plus grand parc de la ville (14,12 ha en 2009, 20 ha prévus). Il s'agit du point le plus haut du Val-de-Marne (110 m), qui domine les vallées de la Bièvre et de la Seine. Le conseil général a décidé sa création en 1980, en plusieurs tranches, puisqu'une carrière de sablons occupait le site. La première tranche a été inaugurée en 1987 et la seconde en 2000. Le parc dispose de plusieurs équipements sportifs, de 85 parcelles de jardins familiaux, et un espace d'aventures archéologiques y est prévu[22].

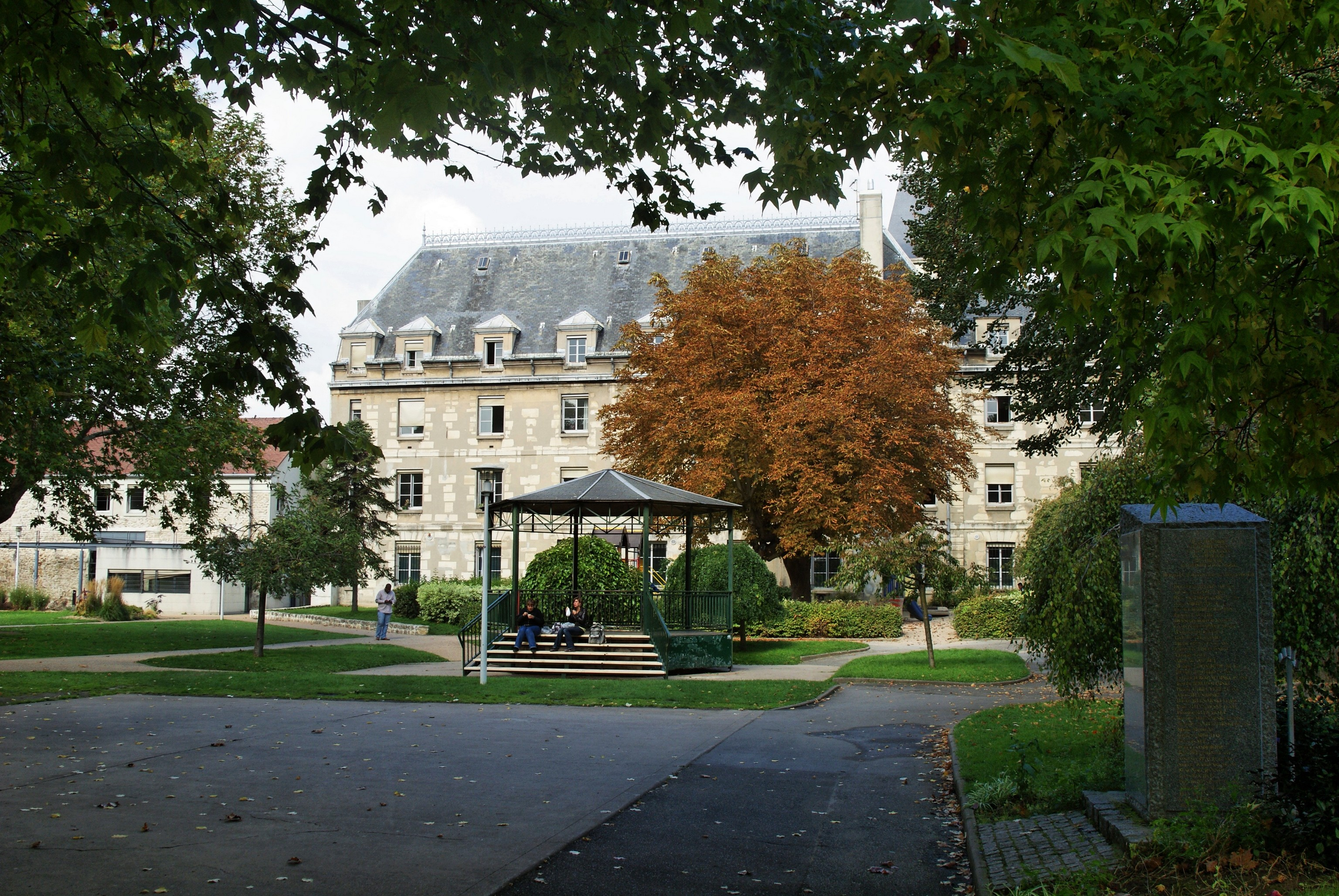
Le parc Pablo-Neruda (au fond, la mairie).

La ville compte également plusieurs parcs municipaux :
- le parc du 8 mai 1945 (environ 2 ha) est situé au nord-ouest de la ville. L'emplacement abritait avant la Seconde Guerre mondiale un laboratoire militaire, détruit dans l'explosion de grenades et explosifs saisis à des ligues d'extrême-droite, le 26 janvier 1938. Un hommage national est rendu aux 14 tués dans la catastrophe[23]. Une manifestation, organisée le 31 janvier 1938, a regroupé 50 000 personnes pour protester contre les ligues fascistes. Utilisé par la suite comme dépôt par la préfecture de police de Paris, le projet du ministère de l'Intérieur d'y construire des logements a été refusé par la municipalité, qui a obtenu sa transformation en parc en 1975. Le parc a ouvert en 1980 ;
- le parc Pablo-Neruda, situé derrière l'hôtel de ville, couvre une surface de 1 hectare. Il a été aménagé pour la première fois en 1927[24]. Il a été réaménagé et étendu à l'occasion des 50 ans de la mairie communiste, en 1975[25] (sa superficie était alors de 0,7 hectare) puis en 2001 et 2019. Il possède deux aires de jeux ;
- le parc Émile-Zola (1,2 ha) est situé au nord-est, à la limite de Vitry. Inauguré en 1967, il dispose d'un boulodrome et de deux aires de jeux ;
- le parc des Lilas (0,7 hectare) est situé au sud-est de la ville. Il a été l'objet d'une bataille, au début des années 1970, entre la mairie de Villejuif et l'entreprise Cogedim, qui voulait construire des logements sur l'emplacement. Il a été inauguré en 1977 et possède aujourd'hui deux aires de jeux ;
- le parc Normandie-Niemen (0,7 ha) est également situé au sud-est. C'est le plus vieux parc de Villejuif.
- le jardin Jane et Paulette Nardal situés sur un terrain du Syndicat des Eaux d'Ile de France (Sedif) où se trouvent des châteaux d'eau.
- Jardin municipal des Plantes, avenue de la République
- square Condorcet
- square de la Charmoie
- square des Guipons
- square Jean-Ferrat
- square Pasteur
- square des Sapeurs-Pompiers

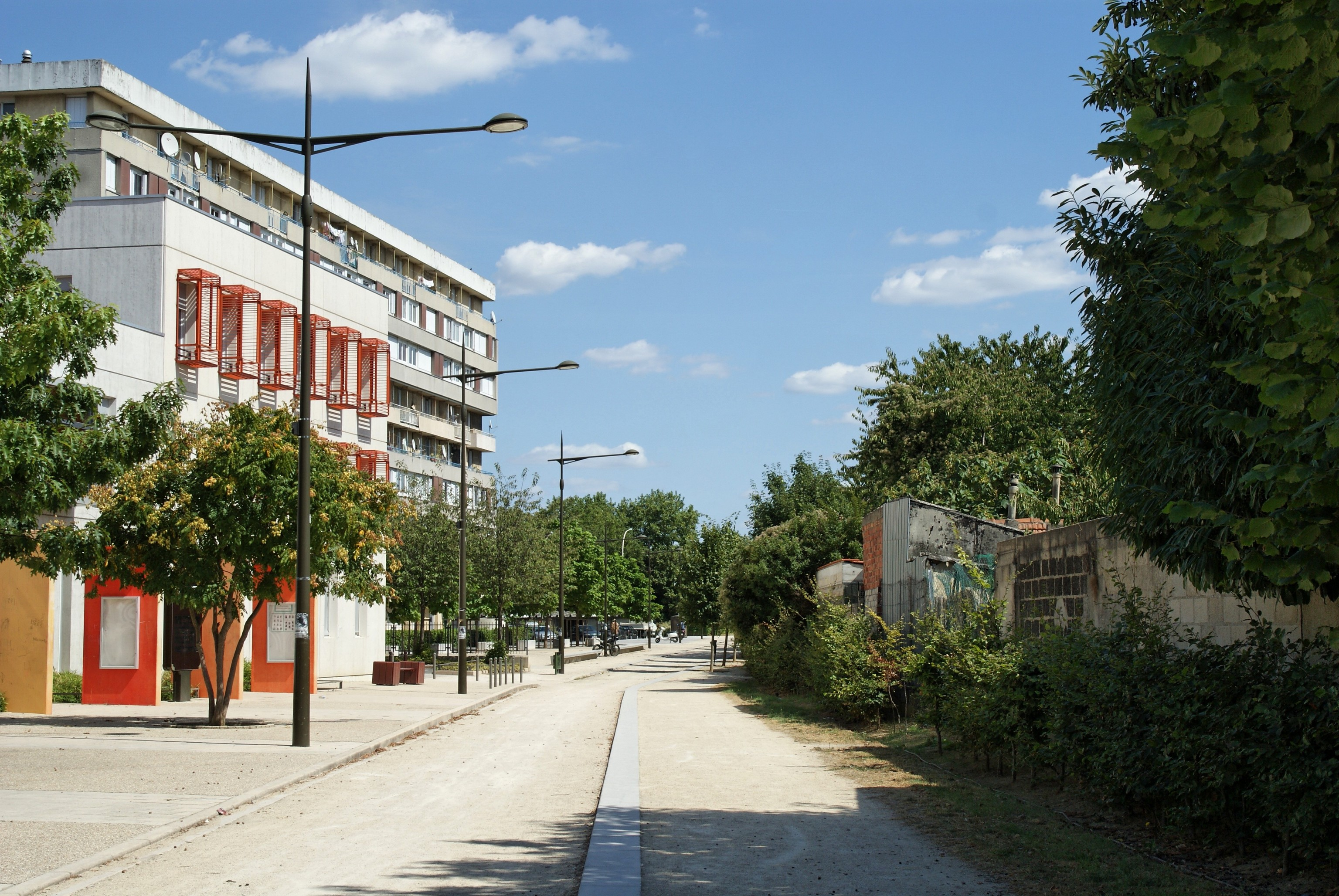
La coulée verte au niveau de la cité Robert-Lebon.

Une coulée verte est également en cours d'aménagement. Reliant la vallée de la Bièvre et le parc départemental des Lilas, elle devrait traverser le parc du 8-Mai-1945, le parc des Hautes-Bruyères, la ZAC de l'Épi d'or et la cité Robert-Lebon. De nombreux autres espaces (squares, jardins…) existent également : promenade des Sapeurs-Pompiers (nord), square des Guipons (nord-est, 1 200 m2), square du Clos-Fleuri (sud-est), square Rouquès (sud), square de la Charmoie (centre)…
Un sentier de randonnée pédestre (10 km), élaboré en 1994 par des élèves du collège Pasteur en collaboration avec la ville et le conseil général, permet de découvrir la ville et ses espaces verts.

## Toponymie

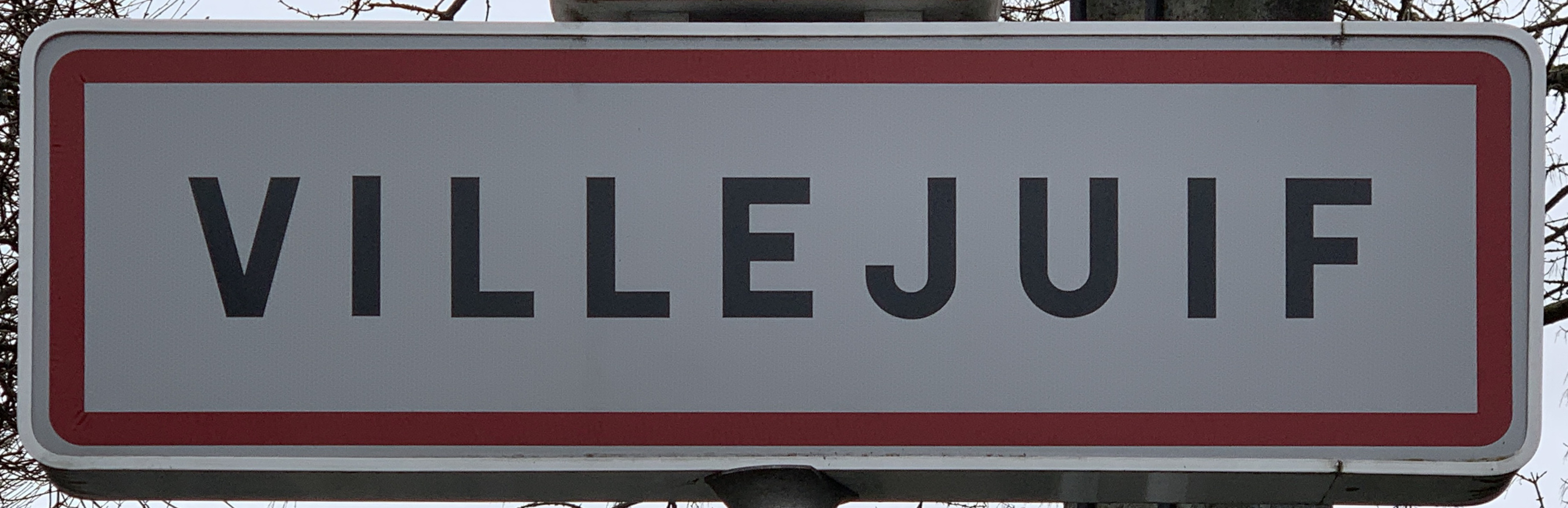
Panneau d'entrée dans la ville.

Le nom de « Villejuif » apparaît pour la première fois dans une bulle du pape Calixte II, datée du 27 novembre 1119, sous la forme Villa Judea qui représente une version latinisée de l'expression de l'ancien français signifiant « village juif ». Ce nom se retrouve dans de nombreuses autres bulles tout au long du XIIe siècle, sous des graphies légèrement différentes (villis Jude, ville Judei…), toujours avec la deuxième partie correspondant à la traduction latine de la racine signifiant « juif » en ancien français. Au cours des siècles suivants, le nom de la ville apparaît dans les sources françaises comme Villejuifve, ce qui également correspond à l'orthographe archaïque de l'expression  « ville juive ». Ces éléments indiquent clairement que le nom de ce lieu était conçu par les gens de l'époque comme signifiant « village juif ». L'auteur du XVIIe siècle Louis Moréri indique que la ville aurait été fondée par des Juifs chassés de Paris. Ce détail n'est cependant confirmé par aucune source et pour cela le rôle exact de la communauté juive dans la fondation (ou le développement) de la ville reste obscur.
Une autre graphie se retrouve au XIIIe siècle, sous la forme de Villa Jullitoe ou Villa Julite. Toutefois il serait illogique que le toponyme provienne de sainte Julitte, à laquelle est dédiée l'église paroissiale Saint-Cyr-Sainte-Julitte. Il s'agit plus probablement d'une confusion entre Villa Judea et Villa Julittoe, due aux religieux chargés des registres de Notre-Dame, comme l'atteste une postériorité d'un siècle de cette graphie après la première et qu'elle est absente dans les sources des siècles suivants.
Au cours du XXe siècle, plusieurs hypothèses étymologiques alternatives ont été proposées.
La première affirme qu'il s'agit d'une déformation du nom du propriétaire d'une villa gallo-romaine, Juvius ou Juveus. Les partisans de cette idée notent la présence avérée de restes d'habitat gallo-romain. Cette idée apparaît comme peu crédible. D'un côté, elle est purement spéculative : aucune preuve de l'existence d'un notable gallo-romain au nom de Juvius dans cette région n'existe. D'un autre côté, l'étymon proposé ne permet d'expliquer ni phonétiquement, ni sémantiquement les formes attestées dans les sources comme « Villa Judea » ou Villejuifve.
La deuxième hypothèse considère que Villejuif serait dérivé de Villegie, lui-même dérivé de villa Gesedis. On trouve en effet mention d'un village nommé Gesedis au Xe siècle dans les chroniques de Flodoard, et Villegie est utilisé, selon certains chercheurs, plusieurs fois pour désigner Villejuif au XIIe siècle. Si le positionnement du village Gesedis au même endroit que Villejuif et l'utilisation de Villegie pour désigner Villejuif dans les sources médiévales se confirment, il pourrait s'agir alors du véritable étymon pour le toponyme. Dans ce cas, le changement vers un nom signifiant « village juif » pourrait être dû à un glissement sémantique, avec un remplacement d'un nom dont le sens originel était perdu par celui dont le sens était bien clair à l'époque où des nombreuses communautés juives étaient présentes dans le nord de la France. Par contre, sans ces confirmations, l'hypothèse selon laquelle le toponyme témoigne que le lieu a été habité dans le passé par des juifs reste la plus simple et pour cela la plus plausible.

### Odonymie
Malgré le fait que Villejuif soit une ville dont de nombreuses rues ont été tracées récemment, au fur et à mesure du développement des constructions au détriment des terres agricoles, beaucoup d'entre elles ont été rebaptisées, souvent pour rendre hommage à des personnalités locales ou non - souvent en lien avec l'histoire communiste de la ville, mais pas seulement. Ont ainsi été perdus dans la topographie locale de nombreux lieux-dits qui ne subsistaient que dans les noms de rue (Monsivry, les Sorrières, Gournay, etc.)
- Grand rue : rue Jean-Jaurès
- rue du Moutier : rue Georges-Lebigot
- rue d'Amont : rue René-Hamon
- rue des Écoles : avenue Paul-Vaillant-Couturier
- rue du Laboratoire : rue Marcel-Grosmenil
- rue de Moscou : rue Marcel-Paul et rue Guy-Môquet
- rue de Montsivry : rue Ambroise-Croizat
- rue des Sorrières : rue René-Thibert
- rue des Deux-Sœurs : rue Rameau
- rue Gadret : rue Jules-Verne
- allée des Monts-Cuchet : allée Alphonse-Daudet
- rue de la Tour-carrée : rue du Dr-Pinel
- route d'Arcueil : avenue du Président-Allende
- rue de la Pompe : rue Henri-Barbusse
- rue de Gournay : rue Condorcet

## Histoire

### Préhistoire

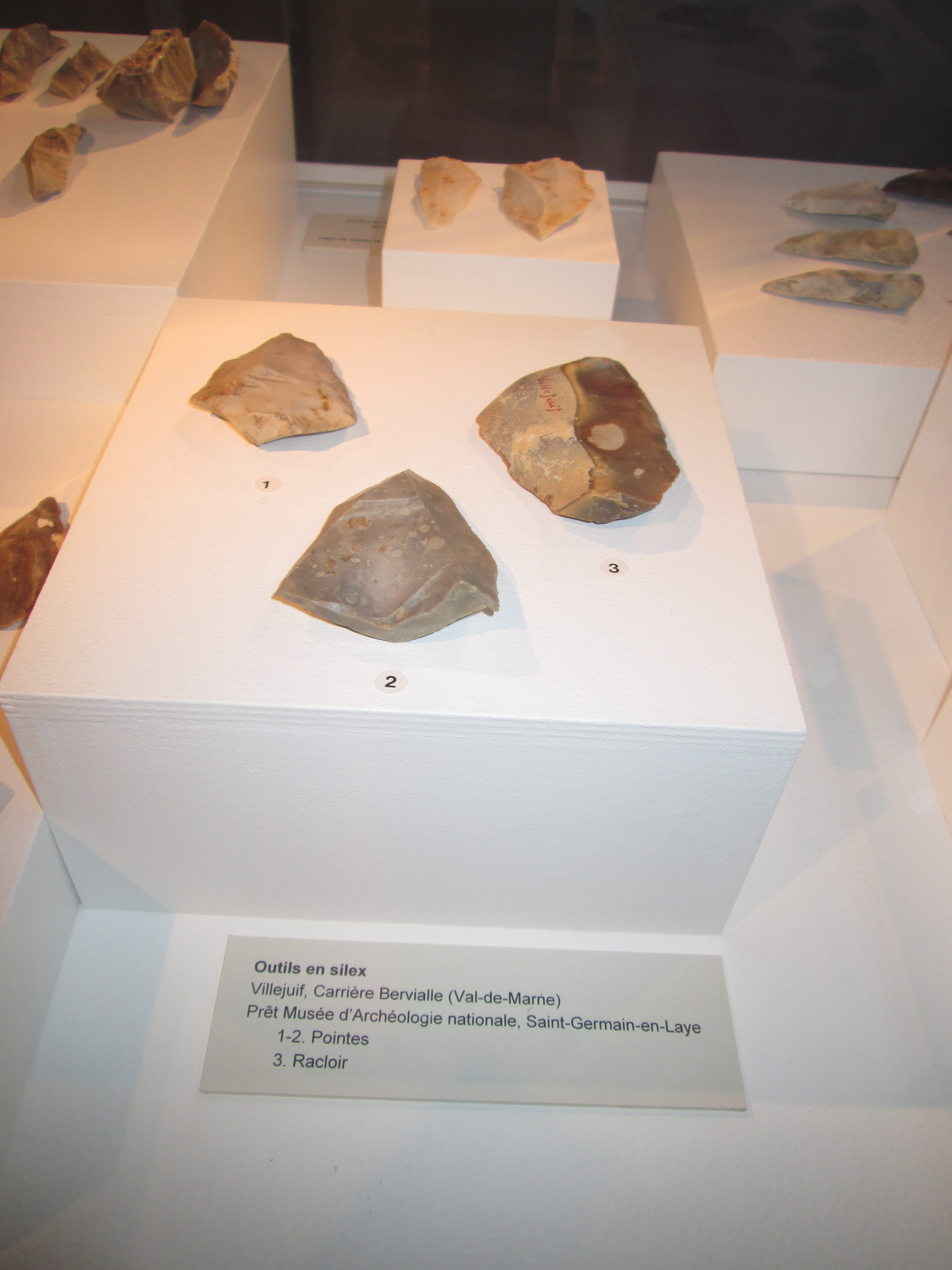
Deux pointes et un racloir d'époque paléolithique découverts dans la carrière Bervialle, sur l'actuel emplacement du parc des Hautes-Bruyères, à Villejuif.

Les archéologues A. Laville et R. Mansuy ont découvert, en 1896, l'existence d'un site préhistorique à l'emplacement actuel du parc départemental des Hautes-Bruyères, au sud-est de la ville. Ils y découvrent, dans les sablières, de nombreux objets en silex du néolithique : des outils — perçoirs, grattoirs, lames… —, mais aussi des armes — haches, pointes de flèche… Une petite lame de bronze est également exhumée, ce qui permet de dater le site de la fin de l'âge de la pierre, à l'époque « où le bronze encore rare n'avait remplacé que dans des cas exceptionnels les instruments en pierre »,.
Les recherches ultérieures, notamment celles menées par François Bordes, puis par Georges Bailloud, ont permis de dater la création du village aux Hautes-Bruyères à il y a environ 6 000 ans, dans ce qui était autrefois une terre de chasse dans une zone presque entièrement sous les eaux. Ces populations sédentaires vivent alors de l'agriculture et de l'élevage.
À partir des années 1930, des gisements de pierres taillées d'époque moustérienne sont également découverts dans les carrières Bervialle I et II
Un « espace d'aventures archéologiques » est maintenant ouvert dans le parc départemental des Hautes-Bruyères, animé par le laboratoire départemental d'archéologie du Val-de-Marne, pour découvrir la préhistoire.

### Époque gallo-romaine et haut Moyen Âge
L'histoire de Villejuif dans l'Antiquité et le haut Moyen Âge est longtemps restée mal connue, et le demeure. Le 20 novembre 1909, les travaux pour la construction d'une conduite de gaz mettent au jour deux murs et des éléments de voirie, qui seront en 1980-1981 datés de l'époque gallo-romaine.
En 1997, des travaux dans le centre de Villejuif (rues Georges-Le-Bigot et du Colonel-Marchand) ont mis au jour d'autres vestiges de l'époque gallo-romaine, dont un édifice antique ou mérovingien de prestige. Il s'agit probablement, rue Georges-Le-Bigot, d'un habitat à caractère artisanal de la période antique et du haut Moyen Âge, avec continuité de l'occupation du site avec réutilisation des structures, de la période gallo-romaine à l'époque carolingienne. D'autres fouilles, rues Romain-Rolland et du Colonel-Marchand ont conclu à la présence probable d'un bâtiment antique à proximité.

### Moyen Âge
La paroisse de Villejuif a vraisemblablement été fondée à la fin de l'époque carolingienne, vers le IXe siècle, comme l'attestent à la fois les cartulaires du début du IIe millénaire et la titulature de l'église de Villejuif, Saint-Cyr-Sainte-Julitte, qui ne se sont répandues qu'à l'époque carolingienne.
Les terres sont alors principalement la propriété d'institutions religieuses (chapitre de Notre-Dame de Paris, Saint-Pierre de Jumièges…), sur lesquels travaillent leurs serfs : il s'agit principalement de vignes sur les coteaux à l'est et de champs de céréales sur le plateau.
Avec l'accroissement du nombre d'affranchissements, la population du village se développe à partir du XIIIe siècle. Une église est construite à l'emplacement de l'actuelle église Saint-Cyr-Sainte-Julitte. Les bourgeois parisiens achètent une partie des terres, qu'ils louent aux villageois ; la noblesse de robe se voit également attribuer des terres.
Le village est partiellement détruit pendant la guerre de Cent Ans, et l'église brûlée.

### Époque moderne
Villejuif connaît une nouvelle phase de développement au XVIe siècle : l'église est reconstruite, des bâtiments apparaissent autour de la route royale (actuelle rue Jean-Jaurès), une école est ouverte, des artisans s'installent… Les ordres religieux vendent une partie de leurs terres, tandis que les seigneurs agrandissent leur domaine. Le séminaire Saint-Nicolas du Chardonnet y installe sa maison de repos, à côté de l'église (l'actuelle mairie) et constitue un domaine qui regroupe jusqu'à la moitié des terres de Villejuif.
L'expansion de Villejuif continue aux XVIIe et XVIIIe siècles : le long de la voie royale, des commerçants s'installent, la population atteint 270 feux. Le village reste majoritairement constitué de paysans pauvres, qui louent leurs terres, où les locataires interdisent l'élevage. L'extraction du plâtre commence au nord-ouest de Villejuif (Monsivry), commençant une activité économique qui sera centrale dans la ville jusqu'au XXe siècle.
Située à proximité de Paris, Villejuif est aisément accessible : on la choisit donc pour y faire des expériences scientifiques, comme la mesure du méridien terrestre ou celle de la vitesse du son

### Révolution française et Empire
Avec la Révolution (premier maire, Charles Radot, 1790) les structures foncières éclatent, mais les grandes propriétés ne disparaissent qu'au cours du XIXe siècle. Des fortunes locales s'érigent (Godefroy, Fleury, Labbé) sur le blé et les carrières de plâtre, plus tard sur les pépinières. La vigne, dès la fin du XVIIIe siècle, ne joue qu'un rôle mineur.
De 1790 à 1795 Villejuif était un canton du district de Bourg-de-l'Égalité.

### Époque contemporaine
C'est après les batailles de 1870-1871 (qui ravagent la commune : combat de la redoute du Moulin de Saquet en 1871 tenue par les communards et tombée par traîtrise entre les mains des troupes versaillaises dans la nuit du 3 au 4 mai 1871) que le Villejuif rural commence à céder du terrain avec l'installation (1890) de l'asile d'aliénés (Villejuif accueillera encore deux autres centres hospitaliers : Paul-Brousse (1913) et l'Institut Gustave-Roussy).

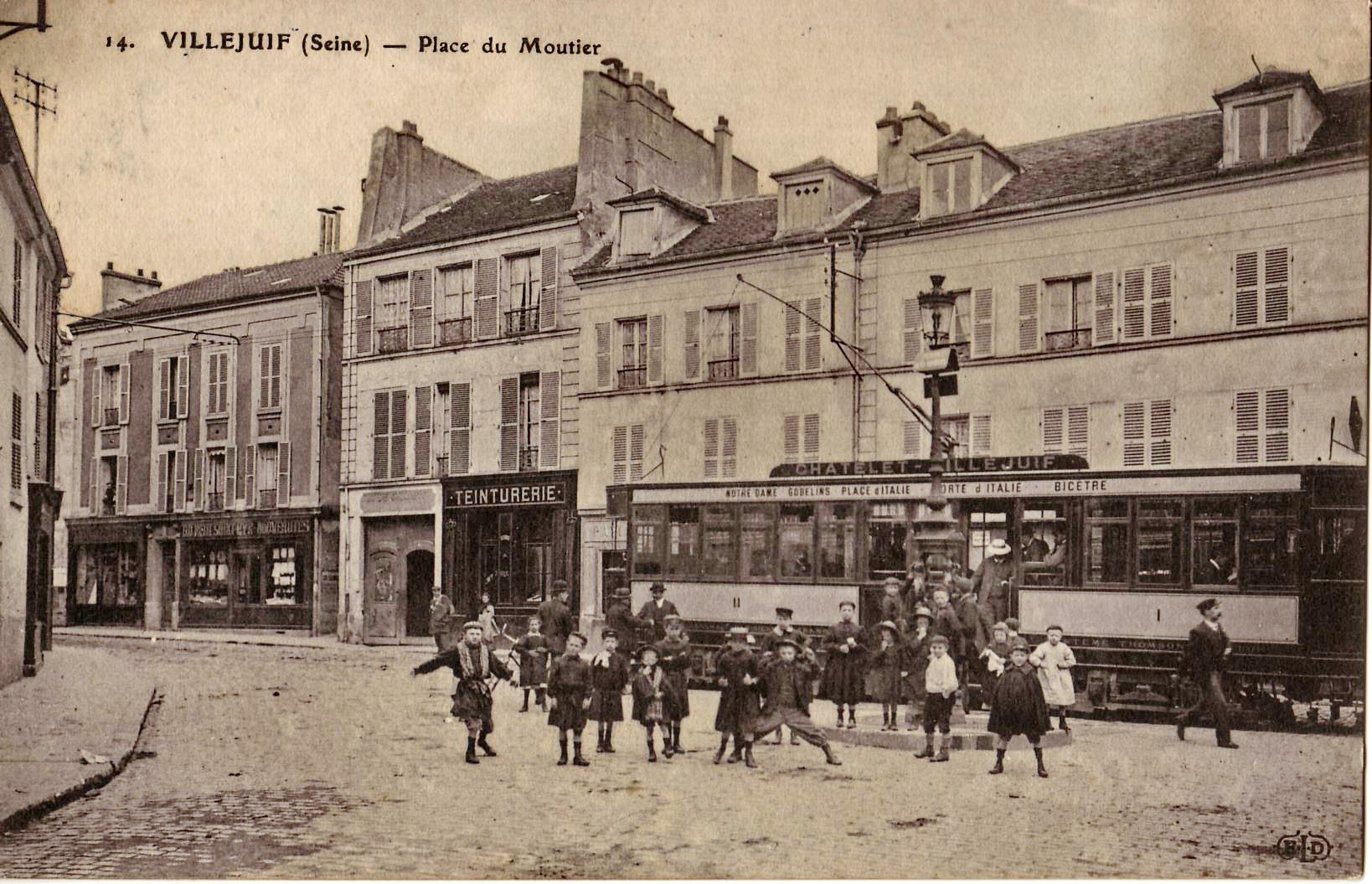
Le tramway TS1, au début du XX.

Une ligne de tramway à chevaux dessert Villejuif depuis 1876 ; elle n'atteindra le centre-ville qu'à partir de 1889, ce qui a nécessité l'adoucissement de la pente de la « montagne », avenue de Paris. Son terminus nord est alors la gare d'Austerlitz.
Les premiers lotissements ouvriers datent de la fin du XIXe siècle, dans le Bas-Villejuif (rue de la Pompe) ; puis se poursuivent dans le centre du parc des Saint-Roman (avant 1914) ; enfin, entre les deux guerres, se multiplient sur le plateau, créant une belle zone de pavillons ouvriers, où les cheminots, traminots, postiers, gaziers et électriciens sont très nombreux. Des quartiers entiers sortent de terre : dans le Bas-Villejuif, cela s'accompagne de rares services pour la population, comme l'école Pasteur (1928) ou l'église Sainte-Thérèse (1934), devenue paroisse de plein exercice après-guerre.
Ce mouvement urbain commencé avec la municipalité radicale de Reulos (1883-1904), poursuivi de manière empirique sous Destauret (1908-1925) devient systématique à partir de 1925 avec les municipalités communistes (Guillemin, Cantini, Paul Vaillant-Couturier (1929-1937), Le Bigot, Louis Dolly, Pierre-Yves Cosnier, Claudine Cordillot...) qui se sont succédé durant pas moins de huit décennies. À la fin du XIXe siècle, un tram relie Villejuif à la porte d'Italie et, au-delà, à Châtelet : Villejuif n'est plus isolée mais devient une banlieue de Paris, aisément accessible. D'ailleurs, la majeure partie des ouvriers qui s'installent et batissent des pavillons ne travaillent pas sur place, mais dans les arrondissements du sud-est de Paris. Cette accessibilité nouvelle, tout en restant à l'écart de Paris, explique certains épisodes historiques qui ont Villejuif comme toile de fond, comme la réunion secrète des prêtres ouvriers de 1954.
En 1907, le tramway devient électrique ; la ligne, exploitée par la Compagnie générale parisienne de tramways (CGPT) sous la dénomination TS1, a pour terminus Châtelet. Lors de la création de la Société des transports en commun de la région parisienne (STCRP) en 1921, elle devient la ligne 85 et dessert alors la place d'Italie, la porte d'Italie et traverse le Kremlin-Bicêtre. Après avoir vu son trajet raccourcir (son terminus nord n'est plus Châtelet mais place d'Italie), le tramway 85 est remplacé définitivement par une ligne de bus à partir d'avril 1933.
En 1933, Villejuif est déjà desservie par deux autres lignes de bus qui suivent le trajet de la RN 7 :
- la ligne FC, depuis 1929, qui relie Belle Épine à Villejuif ;
- la ligne FJ, depuis 1930, qui relie Juvisy-sur-Orge à la place d'Italie.

À partir des années 1950, s'ajoutent entre les pavillons mais aussi sur des vastes terrains agricoles du Sud de la commune, des grands ensembles (Lozaits, Robert Lebon, Alexandre Dumas...) essentiellement constitués de logements sociaux. Des immeubles sont également détruits en centre-ville, occassionant la destruction de la moitié du bourg historique de Villejuif (tout le côté Nord de la rue du Moûtier, renommée rue Georges-Lebigot). De nombreuses rues sont tracées, ce qui permet à la municipalité communiste d'imposer sa culture politique à l'espace urbain. Cette politique se poursuit jusque dans les années 1990 (avenue des Hauts-Bruyères ; cité du Vercors, 1993) sur des jardins ouvriers et parfois encore sur des bâtiments anciens : le château de Villejuif est ainsi détruit en 1989 pour être remplacé par un immeuble.
En 1984, la ligne 7 du métro de Paris est prolongée jusqu'à Villejuif (3 stations), ce qui vient faire évoluer la sociologie de la ville, encore plus facilement accessible depuis Paris. La hausse des prix de l'immobilier y attire dans les années 2000 une population nouvelle, plus aisée et plus jeune, ce qui a des conséquences sur l'administration locale. Dès 1995, la liste communiste n'obtient que 51,73% des voix, et l'élection est annulée pour « manœuvre électorale » : une élection partielle est organisée en 1997, où le P.-Y. Cosnier est de nouveau élu, avec 55,23% des voix au premier tour. Les communistes sont encore réélus, avec 50,05% des voix au premier tour, en 2001. Un second tour est nécessaire en 2008, et les 50% ne sont plus atteints. En 2014, une union hétéroclite est nouée au second tour entre la droite (F. Le Bohellec), les écologistes (N. Gandais), une partie de la gauche (Ph. Vidal) et les centristes (J.-F. Harel), destinée à faire barrage aux communistes : cette alliance l'emporte  et, pour la première fois depuis 1925, les communistes ne sont plus aux affaires de la Ville, mais la majorité se déchire et se délite petit à petit.
L'urbanisation est aujourd'hui achevée au sens où tout le périmètre constructible est construit.
Plusieurs attentats ou projets d'attentat ont eu Villejuif pour cadre ces dernières années. Le 19 avril 2015, un étudiant, Sid Ahmed Ghlam, est arrêté fortuitement après un meurtre alors qu'il projette d'un commettre un attentat à l'arme à feu dans l'église Saint-Cyr-Sainte-Julitte ainsi qu'en l'église Sainte-Thérèse pendant la messe dominicale,. La ville de Villejuif avait déjà été la cible d'un terroriste lors des attentats de janvier 2015 en France, Amedy Coulibaly avait fait exploser une voiture. En novembre 2015, le hall de la mairie est incendié le soir des attentats de Paris le 13 novembre 2015. Quatre jours après, la ville est de nouveau marquée par des départs de feux criminels dans plusieurs quartiers. Lors de l'Attaque du 3 janvier 2020 à Villejuif, Nathan Chiasson tue une personne et en blesse deux autres avec un couteau.

## Politique et administration

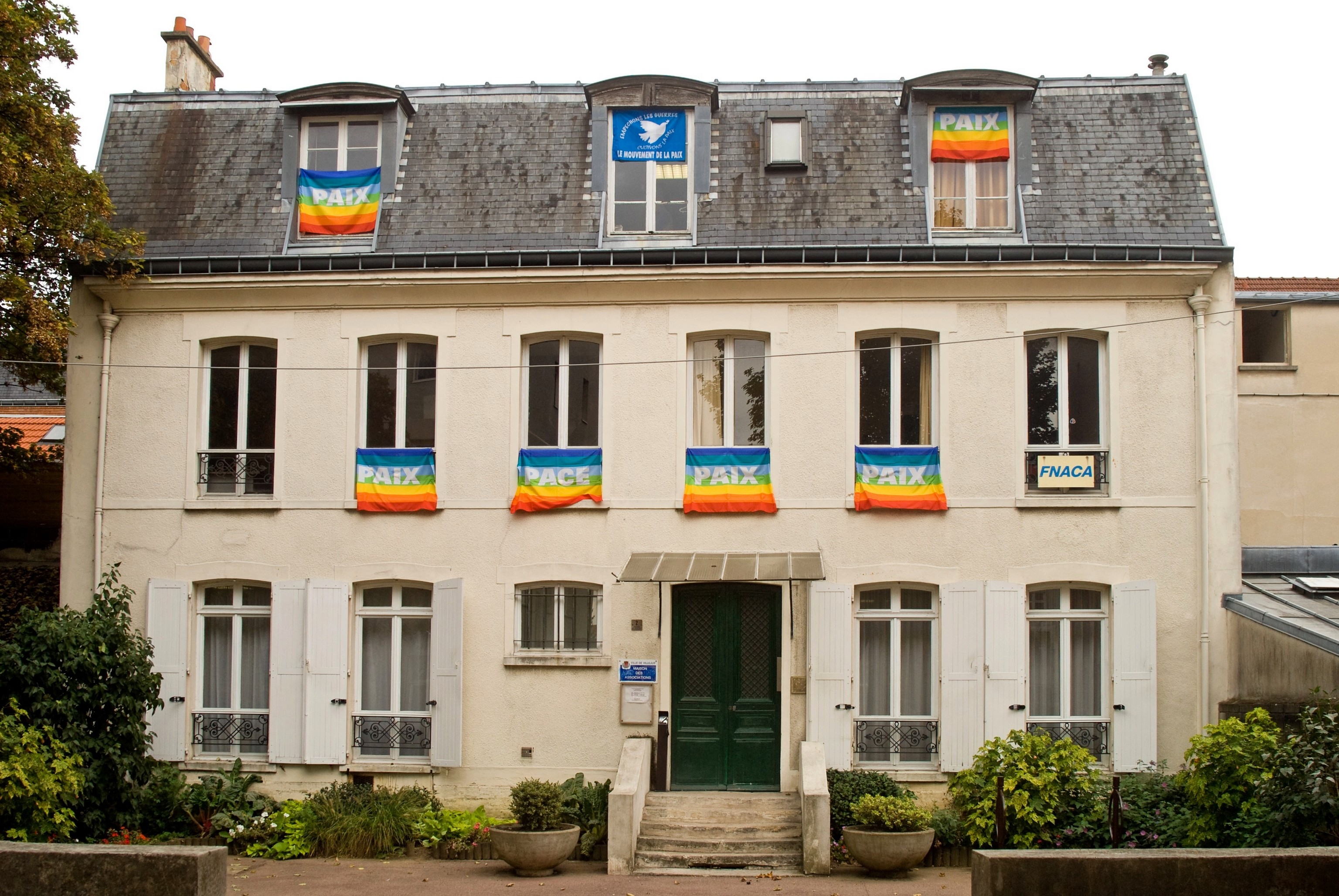
La Maison des associations et de la culture de paix.

### Rattachements administratifs et électoraux

#### Rattachements administratifs
Antérieurement à la loi du 10 juillet 1964, la commune faisait partie du département de la Seine. La réorganisation de la région parisienne en 1964 fit que la commune appartient désormais au département du Val-de-Marne et à son arrondissement de l'Haÿ-les-Roses après un transfert administratif effectif au 1er janvier 1968.
Villejuif a été de 1793 à 1984 le chef-lieu du canton de Villejuif, année où elle est partagée entre les cantons de Villejuif-Est et de Villejuif-Ouest

#### Rattachements électoraux
Pour les élections départementales, la commune est  depuis 2014 le bureau centralisateur d'un nouveau canton de Villejuif.
Pour l'élection des députés, elle fait partie de la onzième circonscription du Val-de-Marne avec  Gentilly Ouest, Arcueil et Cachan

### Intercommunalité
Jusqu'en 2016, Villejuif était la principale commune de la communauté d'agglomération du Val de Bièvre, qui regroupait six autres communes : Arcueil, Cachan, Fresnes, Gentilly, L'Haÿ-les-Roses, Le Kremlin-Bicêtre.
Dans le cadre de la mise en œuvre de la volonté gouvernementale de favoriser le développement du centre de l'agglomération parisienne comme pôle mondial est créée, le 1er janvier 2016, la métropole du Grand Paris (MGP), dont la commune est membre.
La loi portant nouvelle organisation territoriale de la République du 7 août 2015 prévoit également la création de nouvelles structures administratives regroupant les communes membres de la métropole, constituées d'ensembles de plus de 300 000 habitants, et dotées de nombreuses compétences, les établissements publics territoriaux (EPT).
La commune a donc également été intégrée le 1er janvier 2016 à l'Établissement public territorial Grand-Orly Seine Bièvre, qui remplace notamment la communauté d'agglomération du Val de Bièvre.

### Élections municipales et communautaires

#### Tendances politiques et résultats

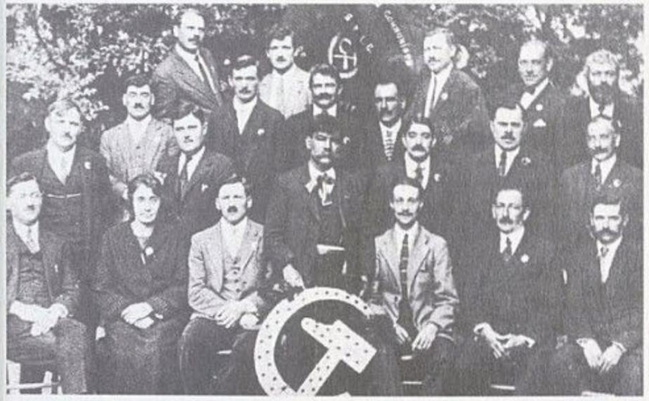
Le conseil municipal de Villejuif élu en 1925, autour de son maire Xavier Guillemin. L'entierté de la liste communiste est élue.
On remarque, à gauche, Marguerite Chapon, une femme élue illégalement.

Durant presque un siècle, Villejuif fit partie de la « banlieue rouge » : son maire était communiste et sa majorité municipale à gauche de 1925 à 2014. À l'élection municipale de 2014, la liste menée par le candidat UMP Franck Le Bohellec remporte le scrutin. Claudine Cordillot est battue (43,52 % contre 48,69 %) par l’union au 2e tour de quatre listes concurrentes : UMP, UDI, DVG et EELV, Toutefois, le communiste Pierre Garzon est élu maire au terme des municipales de 2020 pour le mandat 2020-2026.
En 1995, le maire sortant Pierre-Yves Cosnier, bras droit de Georges Marchais, est élu au premier tour avec 51,73% des voix. L'élection est cassée par le Conseil d'État en raison de « manœuvres électorales » à la demande du candidat de droite, Daniel Richard. Il est suivi par la Cour sur un de ses arguments: « le jour du scrutin, des agents de la mairie avait établi des listes permettant de connaître en cours de journée les électeurs qui avaient snobé l'isoloir. Un procédé de nature à « permettre l'exercice de pressions de dernière heure» ».
Une élection partielle a donc lieu le 20 avril 1997, que Pierre-Yves Cosnier remporte dès le premier tour avec un meilleur score qu'en 1995 : 55,23% des suffrages exprimés.
En 2001, la liste de Claudine Cordillot, devenue maire en 1999 en raison de la maladie de P.-Y. Cosnier, obtient 50,05 % des voix et est élue au premier tour. Les Verts obtiennent 23,06 % ; la liste de droite 26,88 %.
À l'élection municipale de 2008, Claudine Cordillot, à la tête d'une liste d'union de la gauche (PCF - PS - MRC - LO) est réélue avec 47,52 % des suffrages, au second tour lors d’une quadrangulaire. Jean-François Harel (DVD) obtient 27,62%, Jorge Carvalho (Modem) 12,28% et Jeanine Rollin-Coutant (écologiste) 12,57%. Seule une liste, ayant obtenu un faible score, avait été éliminé au premier tour.
Lors des élections municipales de 2014 dans le Val-de-Marne, six listes étaient en position de se maintenir au second tour : Union de la gauche dirigée par Claudine Cordillot (32,72 %), UMP conduite par Franck Le Bohellec (17,15 %), UDI (15,81 %), DVG (10,64 %), EELV (10,41 %) et FN (11,22 %). Au second tour, les listes UMP, UDI, DVG et EELV se sont réunies en une liste « diverse » conduite par Franck Le Bohellec sous le nom Union citoyenne pour Villejuif : ils remportent l'élection avec 48,69% des voix contre 43,52 à la liste Cordillot. Franck Le Bohellec, tête de la liste ayant fait le meilleur score au premier tour parmi les quatre est choisi comme maire,.

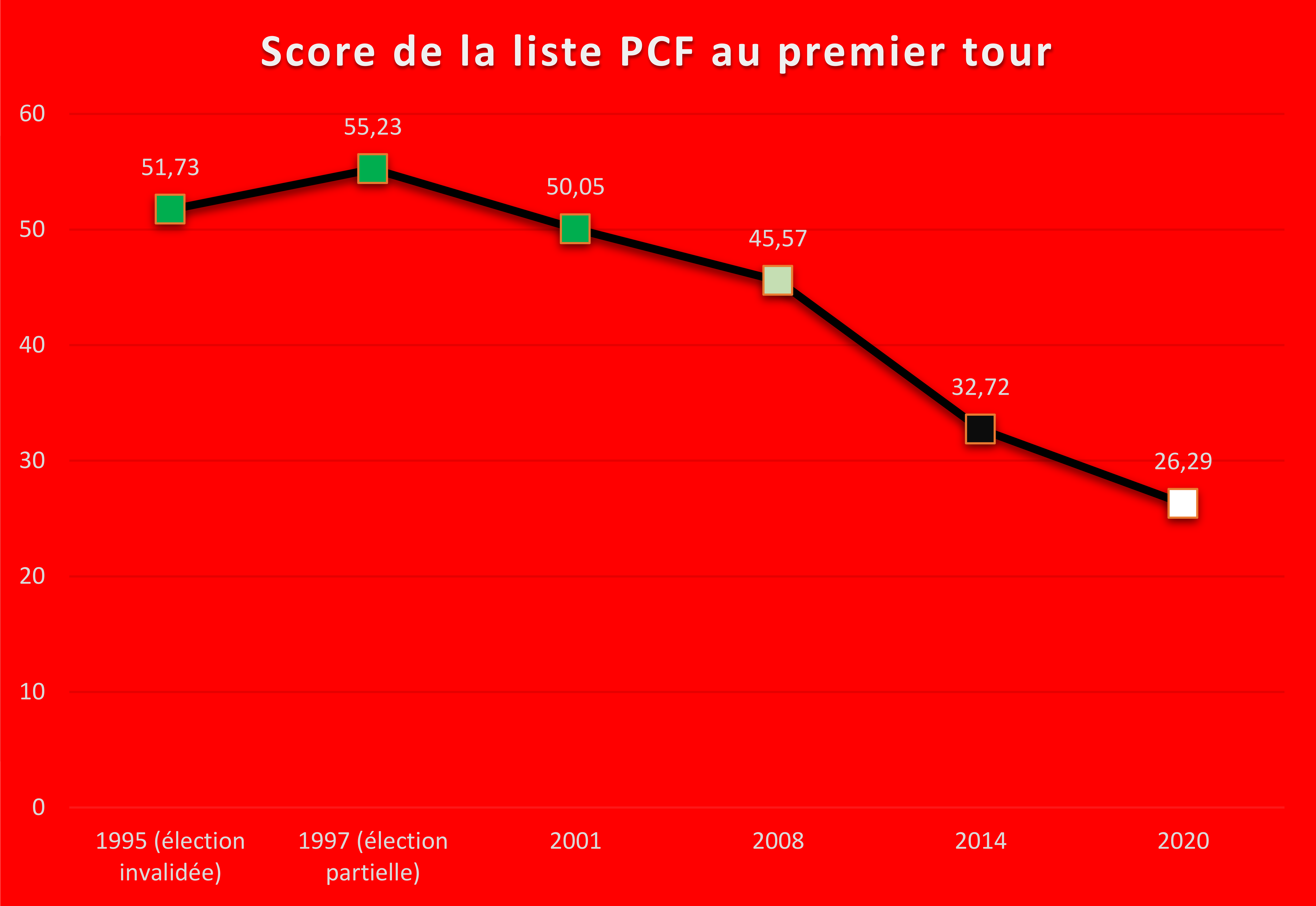
La ville de « banlieue rouge » voit le PCF reculer au début du XXIe siècle s.

Villejuif est alors un des rares cas d'union de l'UMP, de l'UDI, de divers gauche (ex-PS) et d'écologistes (EELV) dans une commune de grande taille. Des questions politiques et des problèmes entre personnes vont amener cette majorité à se déliter : la première adjointe (N. Gandais, EELV) est exclue de l'exécutif en février 2016, ce qui provoque le départ du groupe EELV de la majorité municipale, bientôt suivie d'une partie de la gauche (Ph. Vidal), et d'une recomposition de la majorité du maire autour de la droite, du centre et d'une partie de la gauche.
Pour les élections municipales de 2020 dans le Val-de-Marne, lors du premier tour de mars, la liste menée par le maire sortant (LR) arrive en tête avec 42,94 % des suffrages exprimés, contre celle du communiste Pierre Garzon, qui obtient 26,29 %, de Nathalie Gandais (EELV) qui obtient 9,69%, et d'Alain Weber (PS) qui obtient 9,41%, nécessitant un second tour pour les départager.
Au second tour, la liste PCF-G.s-GC menée par Pierre Garzon — et qui bénéficiait de la fusion des listes du premier tour menées par Natalie Gandais  (EÉLV-GE-PA) et Alain Weber (PS-PRG-MRC-GRS-PP-ND) — a obtenu la majorité absolue des suffrages exprimés, avec 6 196 voix (51,89 %, 34 conseillers municipaux élus dont 1 conseiller métropolitain), devançant de 452 voix la liste SL-UDI menée par le maire sortant Franck Le Bohellec, qui a obtenu 5 744 voix (48,10 %, 11 conseillers municipaux élus). Lors de ce scrutin marqué par la crise de la pandémie de Covid-19 en France et où LaREM a refusé de donner une consigne de vote, 59,45 % des électeurs se sont abstenus,.
Ces résultats sont contestés par le maire sortant Franck Le Bohellec, dont la liste a été battue par 452 voix d'écarts par la liste menée par Pierre Garzon, alléguant de « nombreuses irrégularités constatées durant la campagne électorale mais également lors des opérations électorales ». Le tribunal administratif de Melun   constate le 5 mars 2021 que 33 suffrages ont été exprimés de manière irrégulière et que des publications ont été irrégulièrement sponsorisées sur un réseau social, mais rejette les autres griefs. Compte tenu de l'écart du nombre de voix entre les deux premières listes, le tribunal juge que ces irrégularités n'ont pas altéré la sincérité du scrutin, et confirme l'élection de 2020, en retranchant à la liste gagnante les 33 suffrages irréguliers. La liste de Pierre Garzon est donc réputée avoir gagné avec 6 163 voix. Michel Zulke (LREM), chef de file de l'opposition, n'a pas indiqué s'il comptait faire appel de ce jugement.

#### Administration municipale et politique locale
Compte tenu de la population de la commune, son conseil municipal est composé de 45 conseillers municipaux dont le maire et ses adjoints.
Durant l'été 2020, les délégations des maires-adjoints sont remaniées par le maire, afin d'adapter l'action municipale à la transition écologique et d’« accélérer, consolider et corriger » le programme municipal.

#### Liste des maires
La ville est marquée par une forte continuité politique entre 1925 et 2014 : sauf pendant la période de la Seconde Guerre mondiale, elle était administrée par des municipalités à direction communiste. En 2014, Franck Le Bohellec (UMP → LR) remporte l'élection municipale, mais est battu par une liste d'union de la gauche lors des élections suivantes, en 2020.
| Période          | Période                      | Identité                 | Étiquette | Qualité |
| ---------------- | ---------------------------- | ------------------------ | --------- | --- |
| 1856             | 1871                         | Onésime-Théodore Lefèvre |           | Géomètre |
| 1871             | 1881                         | Amable Capy              |           | |
| 1881             | 1904                         | Hyacinthe Reulos         | Rad.      | Médecin Conseiller général de Villejuif (1893 → 1897) |
| 1904             | 1905                         | Arthur Lorin             |           | |
| 1905             | 1908                         | Auguste Victor Higonnet  |           | |
| 1908             | 1925                         | Louis Victor Destauret   |           | |
| 1925             | 1926                         | Xavier Guillemin         | PCF       | Ouvrier sans spécialité puis comptable Démissionnaire pour raisons de santé |
| 1926             | 1929                         | Gaston Cantini           | PCF       | Ouvrier peaussier, employé puis menuisier |
| 1929             | 1937                         | Paul Vaillant-Couturier  | PCF       | Écrivain, permanent communiste, journaliste Décédé en fonction |
| 15 novembre 1937 | 4 octobre 1939               | Georges Le Bigot         | PCF       | Employé de mairie, syndicaliste Conseiller général de Villejuif (1935 → 1940) Municipalité suspendue par le Gouvernement Daladier Mort en déportation                                                                                                |
| 4 octobre 1939   | 1941                         | Léon Bley                |           | Président de la délégation spéciale |
| 1941             | 1944                         | Albert Legros            |           | Assureur Conseiller départemental de Villejuif (1941 → 1944) Nommé par arrêté préfectoral du 9 mai 1941 |
| avril 1945       | mars 1977                    | Louis Dolly              | PCF       | Chef-monteur électricien Conseiller général de Villejuif (1945 - 1953 → 1967) |
| mars 1977        | octobre 1999                 | Pierre-Yves Cosnier      | PCF       | Instituteur Conseiller général de Villejuif (1979 → 1985) Conseiller général de Villejuif-Ouest (1985 → 1998) Démissionnaire |
| 16 octobre 1999  | avril 2014                   | Claudine Cordillot       | PCF       | Chargée de formation |
| avril 2014       | juillet 2020                 | Franck Le Bohellec       | UMP → LR  | Chef d'entreprise Conseiller régional du Val-de-Marne (2015 → 2021) |
| juillet 2020     | En cours (au 2 juillet 2025) | Pierre Garzon            | PCF       | Ancien secrétaire national de l'UEC (1998 → 2000) Ancien collaborateur d'élu au conseil départemental Conseiller départemental de Villejuif (2015 → ) Vice-président du conseil départemental (2015 → 2021) Administrateur d'Île-de-France Mobilités |

### Autres élections
Au premier tour de l'élection présidentielle de 2007, Ségolène Royal récolte 33,73 % des voix, devant Nicolas Sarkozy (23,73%), François Bayrou (17,29%), Jean-Marie Le Pen (8,3%) et Marie-George Buffet (6,44 %). Au second tour, Ségolène Royal obtient 59,95% des voix contre Nicolas Sarkozy.
Au premier tour de l'élection présidentielle de 2012, les quatre premiers candidats retenues par les électeurs de la ville sont François Hollande (36,12 % des suffrages exprimés), Jean-Luc Mélenchon (21,05 %), Nicolas Sarkozy (17,15 %) et Marine Le Pen (12,65 %). 
Au second tour, le candidat élu François Hollande obtient 14 165 voix (68,30 %) et Nicolas Sarkozy 6 574 voix (31,70 %) lors d'un scrutin où 23,22 % des électeurs se sont abstenus.
Au premier tour de l'élection présidentielle de 2017, les quatre premiers candidats retenues par les électeurs de la ville sont Jean-Luc Mélenchon (33,70 % des suffrages exprimés), Emmanuel Macron (26,05 %), François Fillon (13,03 %) et Marine Le Pen (11,42 %). 
Au second tour, le candidat élu Emmanuel Macron obtient 14 592 voix (81,29 %) et Marine Le Pen 3 358 voix (18,71 %) lors d'un scrutin où 32,07 % des électeurs se sont abstenus.
Au premier tour de l'élection présidentielle de 2022, les quatre premiers candidats retenues par les électeurs de la ville sont Jean-Luc Mélenchon (42,82 % des suffrages exprimés), Emmanuel Macron (23,63 %), Marine Le Pen (10,15 %) et Éric Zemmour (5,37 %). 
Au second tour, le candidat élu Emmanuel Macron obtient 13 839 voix (76,33 %) et Marine Le Pen 4 292 voix (23,67 %) lors d'un scrutin où 35,30 % des électeurs se sont abstenus.

### Jumelages
| Villejuif est jumelée avec plusieurs villes : - Mirandola (Italie) depuis 1958 - Dunaújváros (Hongrie) depuis 1958 - Neubrandenburg (Allemagne) depuis 1966 - Yambol (Bulgarie) depuis 1974 - Vila Franca de Xira (Portugal) depuis 1978 Villejuif entretient également des liens de coopération avec le quartier de Tladi à Soweto (Afrique du Sud) ou encore la ville de Conques-sur-Orbiel (Aude) à la suite des inondations de 1999. | Mirandola, Italie · Dunaujvaros, Hongrie · Neubrandenburg, Allemagne · Iambol, Bulgarie · Vila Franca de Xira, Portugal |
| Mirandola, Italie · Dunaujvaros, Hongrie · Neubrandenburg, Allemagne · Iambol, Bulgarie · Vila Franca de Xira, Portugal | |

## Équipements et services publics

### Espaces publics
Villejuif est une ville fleurie, avec le renouvellement en 2024 de sa labellisation « une fleur » au concours des villes et villages fleuris.

### Enseignement
La ville de Villejuif relève de l'académie de Créteil. Elle dispose de 13 écoles maternelles, 11 écoles primaires, 5 collèges, et de trois lycées (le lycée intercommunal, Lycée intercommunal Darius-Milhaud (en), public ; un lycée catholique sous contrat, Saint-Joseph, et un lycée musulman hors contrat, Éducation et savoir). Elle accueille également plusieurs établissements d'enseignement supérieur.

#### Historique

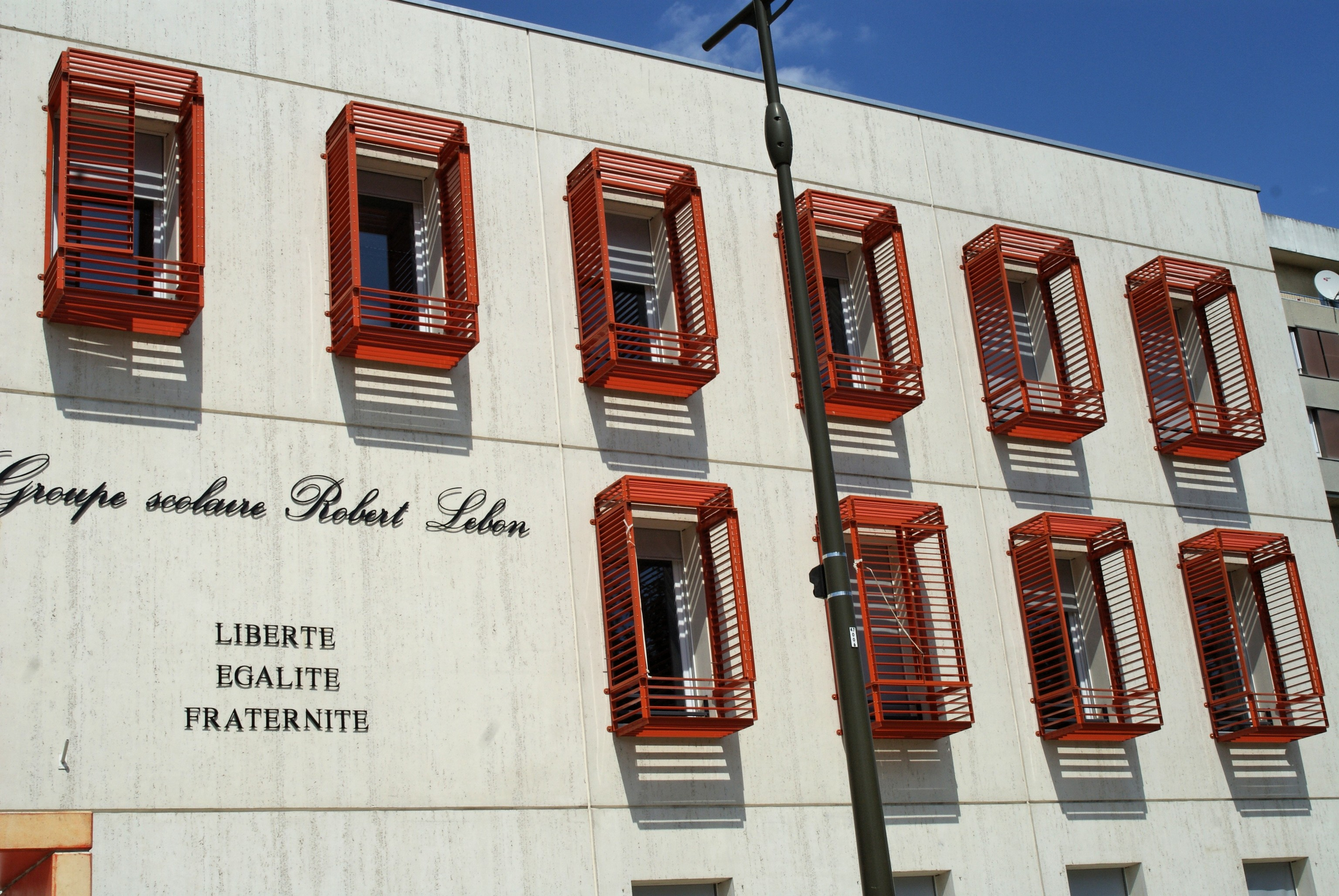
Le groupe scolaire Robert-Lebon.

Les premières écoles de Villejuif, créées à la suite de la loi Guizot, étaient hébergées en mairie, dans une avancée construite sur la façade sud. En 1886, y sont installées une école de garçons, une école de filles et une salle d'asile (ancêtre de l'école maternelle) ; 228 élèves (155 garçons et 73 filles) fréquentaient les deux écoles.
Le conseil municipal décide donc, le 28 avril 1883, de construire un nouveau groupe scolaire sur un terrain situé au centre de la ville, en commençant par une école enfantine. Celle-ci sera achevée en 1885, tandis que la construction des écoles de fille et de garçon ne fut lancée qu'en 1886, pour des raisons budgétaires, et achevée en 1889. Ce groupe scolaire, d'abord appelé Les Écoles puis école du Centre correspond aujourd'hui au collège du Centre.
La croissance rapide de la population et les progrès de la scolarisation (en 1899-1900, ce sont 543 élèves qui fréquentent les trois écoles) contraignent la municipalité à aménager de nouvelles classes dans des préaux, la salle des fêtes, ou de louer des bâtiments temporairement. Une nouvelle école maternelle (dite du bas de la Côte) est ouverte dans le bas-Villejuif en 1911.
Pour faire face à l'explosion démographique du début du siècle (de 741 élèves en 1914, on passe à 1 400 en 1926), la mairie acquiert, en 1922 des terrains contigus à l'école du bas-Villejuif pour y construire un groupe scolaire, et lance sa construction en 1924. Le groupe scolaire Pasteur accueille les élèves à partir du 1er octobre 1929.
Il sera rejoint en 1933 par le groupe scolaire Karl-Marx. Cette école, que Marcel Cachin qualifie de « plus belle école de France » dans L'Humanité est un geste fort de la part de la municipalité communiste, en place depuis 1925, et de son architecte, André Lurçat : il s'agit de construire l'école la plus moderne qui soit — verre et béton, grands espaces, lumière, installations sportives, solarium, équipement moderne (TSF, projection de cinéma…) — avec un but avoué : montrer ce que serait une école dans une société communiste (Marcel Cachin écrit : « Cette école est une anticipation, un début, un modèle, un exemple. »). Son inauguration attirera plus de 20 000 personnes, en présence de Maurice Thorez, secrétaire général du Parti communiste français et Paul Vaillant-Couturier, maire de Villejuif,. Aujourd'hui le collège est classé en ZEP (Zone d'éducation prioritaire) et connait une recrudescence de la violence.
De nombreux collèges et écoles furent construits au cours du développement de la ville. Mais Villejuif ne se dotera en revanche d'un lycée que dans les années 1970. En effet, c'est en 1964 que les villes d'Arcueil, Gentilly, Le Kremlin-Bicêtre et Villejuif (regroupant 120 000 personnes) décidèrent de créer un syndicat intercommunal pour la construction d'un lycée. Mais l'arrêté préfectoral d'utilité publique ne fut signé que le 9 février 1971. Après de nombreuses manifestations pour accélérer les opérations, Louis Dolly, maire de Villejuif, en pose la première pierre le 23 novembre 1974, et le lycée Darius-Milhaud ouvre ses portes en 1976

#### Enseignement primaire et secondaire
Liste des établissements scolaires publics de Villejuif

#### Enseignement supérieur

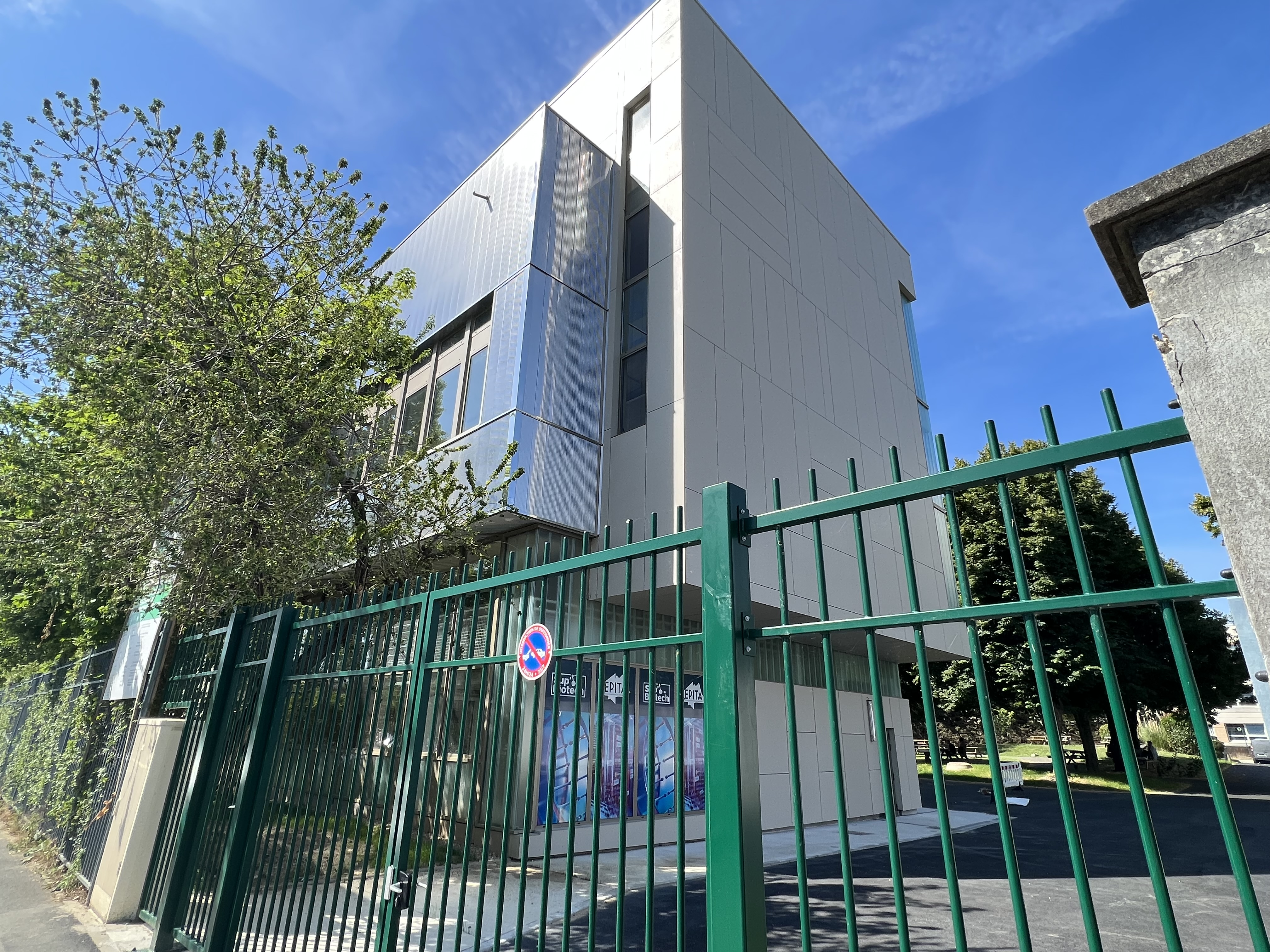
Institut supérieur des biotechnologies

Villejuif accueille également plusieurs établissements d'enseignement supérieur, dont plusieurs écoles d'ingénieur.
L'ÉFREI, une école d'ingénieur privée sous contrat, est installée à Villejuif depuis 1987, et y a l'intégralité de ses locaux depuis 2001. Elle dispose d'un campus d'environ 10 000 m2 à proximité de la station Villejuif - Louis Aragon, ainsi que de places réservées dans des résidences privées à proximité.
L'ÉSIGETEL, auparavant installée à Avon (77), s'est récemment rapprochée de l'EFREI et installée sur son campus. Les deux écoles, complémentaires dans leurs domaines de formation, forment désormais un groupe cohérent.
L'ÉPITA, une autre école d'ingénieur privée, installée au Kremlin-Bicêtre, dispose de locaux à Villejuif, sur un terrain de 13 000 m2, où se déroulent une partie des cours. Une partie des cours de l'École pour l'informatique et les nouvelles technologies (EPITECH) se tient également sur ce site, situé rue Guy-Môquet. Une résidence étudiante y a également été installée.
L'Institut Sup'Biotech de Paris, autre école d’ingénieurs qui appartient au groupe IONIS, est également installé à Villejuif, sur le même campus.
Les autres hôpitaux de Villejuif disposent aussi d'offres de formation supérieures. Ainsi, les hôpitaux Paul-Guiraud et Paul-Brousse disposent d'Institut de formation en soins infirmiers. Ils participent également tous deux à la formation des praticiens dans diverses sujets (laboratoires, accueil de stagiaires…). Paul-Brousse fait également partie d'un groupement hospitalier universitaire,.
Enfin, un centre de formation d'apprentis spécialisé dans les métiers de la propreté se trouve également à Villejuif, au niveau de la station Villejuif - Paul Vaillant-Couturier. Il propose diverses formations et diplômes (CAP, BEP, baccalauréat professionnel, BTS…).

### Santé

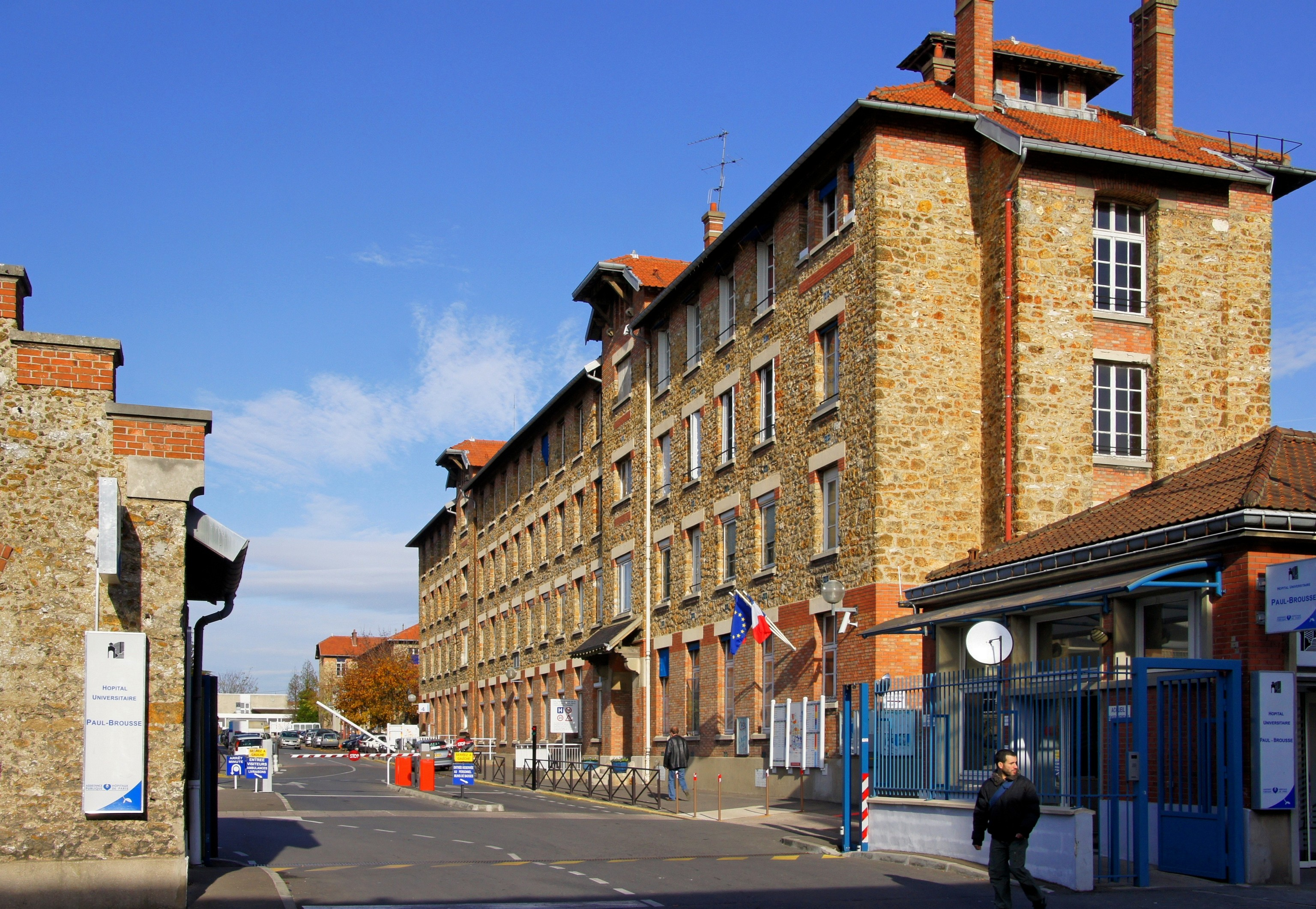
L'hôpital Paul-Brousse (entrée principale).

Villejuif est une ville hospitalière, avec trois centres hospitaliers qui couvrent 10 % du territoire de la commune (soit une cinquantaine d'hectares), ainsi que plusieurs unités de recherche de l'Institut national de la santé et de la recherche médicale (INSERM) et du Centre national de la recherche scientifique (CNRS).
La ville fait partie de la vallée scientifique de la Bièvre, qui regroupe 13 villes, 2 conseils généraux et 2 communautés d'agglomération.
Un projet de création d'un campus de cancérologie (Cancer Campus) autour de l'institut Gustave-Roussy est en cours. Il amènera notamment à la création d'une pépinière dédiée aux biotechnologies aux Barmonts, à proximité de la station Villejuif - Léo Lagrange et de résidences pour les étudiants et les chercheurs.
La mairie de Villejuif a également créé plusieurs structures de santé de proximité : le centre municipal de santé (CMS) Paul-Rouquès, le centre dentaire Danielle-Casanova, le service d'accueil médical initial (consultation destinée à désengorger les urgences) et un centre médico-psycho-pédagogique.
La ville lance en 2024 une « mutuelle de commune » contre l’inégalité d’accès aux soins, alors qu'un quart de ses habitants n'a pas accès à une mutuelle faute de moyens.

### Postes et télécommunications
La ville accueille le bureau de poste de Villejuif-principal ainsi que ceux de Villejuif-Marronniers et Villejuif-Les-Nozaits.

### Justice, sécurité, secours et défense
Villejuif dispose d'une caserne de sapeurs-pompiers, ainsi que d'un commissariat subdivisionnaire, mais dépend du commissariat central du Kremlin-Bicêtre[Quand ?].
Un tribunal d'instance est également installé à Villejuif. Les tribunaux de grande instance et de commerce se trouvent à Créteil.

## Population et société

### Démographie

#### Évolution démographique
L'évolution du nombre d'habitants est connue à travers les recensements de la population effectués dans la commune depuis 1793. Pour les communes de plus de 10 000 habitants les recensements ont lieu chaque année à la suite d'une enquête par sondage auprès d'un échantillon d'adresses représentant 8 % de leurs logements, contrairement aux autres communes qui ont un recensement réel tous les cinq ans,.

En 2022, la commune comptait 58 142 habitants, en évolution de +4,8 % par rapport à 2016 (Val-de-Marne : +3 %, France hors Mayotte : +2,11 %).
| 1793  | 1800  | 1806  | 1821  | 1831  | 1836  | 1841  | 1846  | 1851  |
| ----- | ----- | ----- | ----- | ----- | ----- | ----- | ----- | ----- |
| 1 362 | 1 137 | 1 320 | 1 278 | 1 377 | 1 652 | 1 503 | 1 587 | 1 514 |

| 1856  | 1861  | 1866  | 1872  | 1876  | 1881  | 1886  | 1891  | 1896  |
| ----- | ----- | ----- | ----- | ----- | ----- | ----- | ----- | ----- |
| 1 559 | 1 813 | 2 308 | 1 917 | 2 117 | 2 678 | 3 163 | 4 294 | 5 234 |

| 1901  | 1906  | 1911  | 1921   | 1926   | 1931   | 1936   | 1946   | 1954   |
| ----- | ----- | ----- | ------ | ------ | ------ | ------ | ------ | ------ |
| 5 835 | 6 600 | 8 671 | 11 725 | 18 751 | 25 192 | 27 540 | 25 359 | 29 280 |

| 1962   | 1968   | 1975   | 1982   | 1990   | 1999   | 2006   | 2011   | 2016   |
| ------ | ------ | ------ | ------ | ------ | ------ | ------ | ------ | ------ |
| 46 116 | 51 120 | 55 606 | 52 448 | 48 405 | 47 384 | 50 571 | 55 923 | 55 478 |

| 2021   | 2022   | - | - | - | - | - | - | - |
| ------ | ------ | - | - | - | - | - | - | - |
| 57 753 | 58 142 | - | - | - | - | - | - | - |

Après une baisse continue du solde migratoire jusqu'en 1990, il a enregistré pour la première fois une hausse dans la période 1990-1999 (passant de -1,51 % à -0,91 %). Le solde naturel, lui, est reparti à la hausse depuis 1975. Ainsi, la population a pour la première fois augmenté entre 1999 et 2006, après une baisse continue depuis 1975. Cette tendance détonne avec la tendance départementale ou régionale, dont le solde migratoire baisse depuis 1990,.

#### Pyramide des âges
La population de la commune est relativement jeune.
En 2018, le taux de personnes d'un âge inférieur à 30 ans s'élève à 40,0 %, soit au-dessus de la moyenne départementale (39,5 %). À l'inverse, le taux de personnes d'âge supérieur à 60 ans est de 20,3 % la même année, alors qu'il est de 19,9 % au niveau départemental.
En 2018, la commune comptait 26 117 hommes pour 28 847 femmes, soit un taux de 52,48 % de femmes, légèrement supérieur au taux départemental (51,91 %).
Les pyramides des âges de la commune et du département s'établissent comme suit.
| Hommes | Classe d’âge | Femmes |
| ------ | ------------ | ------ |
| 0,3    | 90 ou +      | 1,2    |
| 5,6    | 75-89 ans    | 7,6    |
| 12,1   | 60-74 ans    | 13,6   |
| 18,5   | 45-59 ans    | 18,9   |
| 21,1   | 30-44 ans    | 20,9   |
| 23,3   | 15-29 ans    | 20,5   |
| 19,1   | 0-14 ans     | 17,3   |

| Hommes | Classe d’âge | Femmes |
| ------ | ------------ | ------ |
| 0,5    | 90 ou +      | 1,4    |
| 5,1    | 75-89 ans    | 7,2    |
| 12,6   | 60-74 ans    | 13,6   |
| 19,4   | 45-59 ans    | 19     |
| 21,1   | 30-44 ans    | 21,1   |
| 20,9   | 15-29 ans    | 19,5   |
| 20,3   | 0-14 ans     | 18,2   |

### Sports et loisirs
La pratique sportive est faible à Villejuif, inférieure de 30% à la moyenne nationale (16% de pratiquants pour une moyenne nationale de 22,1% en 2018).
Au nombre de ces équipements sportifs, on trouve deux stades (Gabriel-Thibault et Louis-Dolly), trois complexes sportifs (Guy-Boniface, Maurice-Baquet, et Karl-Marx), 4 gymnases et plusieurs autres salles (boxe, tennis, tir à l'arc…). Le stade nautique Youri-Gagarine, construit en 1969 puis modifié en 2010, dispose d'un bassin olympique extérieur, d'un bassin de 25 mètres et d'un petit bassin, d'une pataugeoire, d'un espace fitness-musculation, et d'un système de chauffage par géothermie.
L'office municipal des sports réunit les diverses associations et leur fournit une aide logistique.
Les équipes masculines et féminines de rink hockey de l'USV Roller évoluent en première division nationale,. L'équipe masculine de l'USV Volley évolue, elle, en nationale 2. L'USV couvre de nombreux autres sports collectifs (rugby, handball, football, basket-ball…) et individuels (boxe, escrime, gymnastique…).
Plusieurs autres clubs existent également à Villejuif, dont l'ASFI Athlétisme, ou encore le club de futsal des Hautes-Bruyères.
Chaque année, la ville organise la corrida des Hautes-Bruyères, un événement sportif qui comporte plusieurs courses dont l'épreuve des 10 kilomètres, compétition reconnue par la Fédération française d'athlétisme.

### Médias
La fin du Comte de Monte Cristo d'Alexandre Dumas se déroule à Villejuif. "On était au haut de la montée de Villejuif, sur le plateau d'où Paris, comme une sombre mer, agite ses millions de lumières qui paraissent des flots phosphorescents ; flots en effet, flots plus bruyants, plus passionnés, plus mobiles, plus furieux, plus avides que ceux de l'Océan irrité, flots qui ne connaissent pas le calme comme ceux de la vaste mer, flots qui se heurtent toujours, écument toujours, engloutissent toujours !"
Serge Reggiani interpréta la chanson Villejuif en 1973 (paroles de Sylvain Lebel).

### Cultes

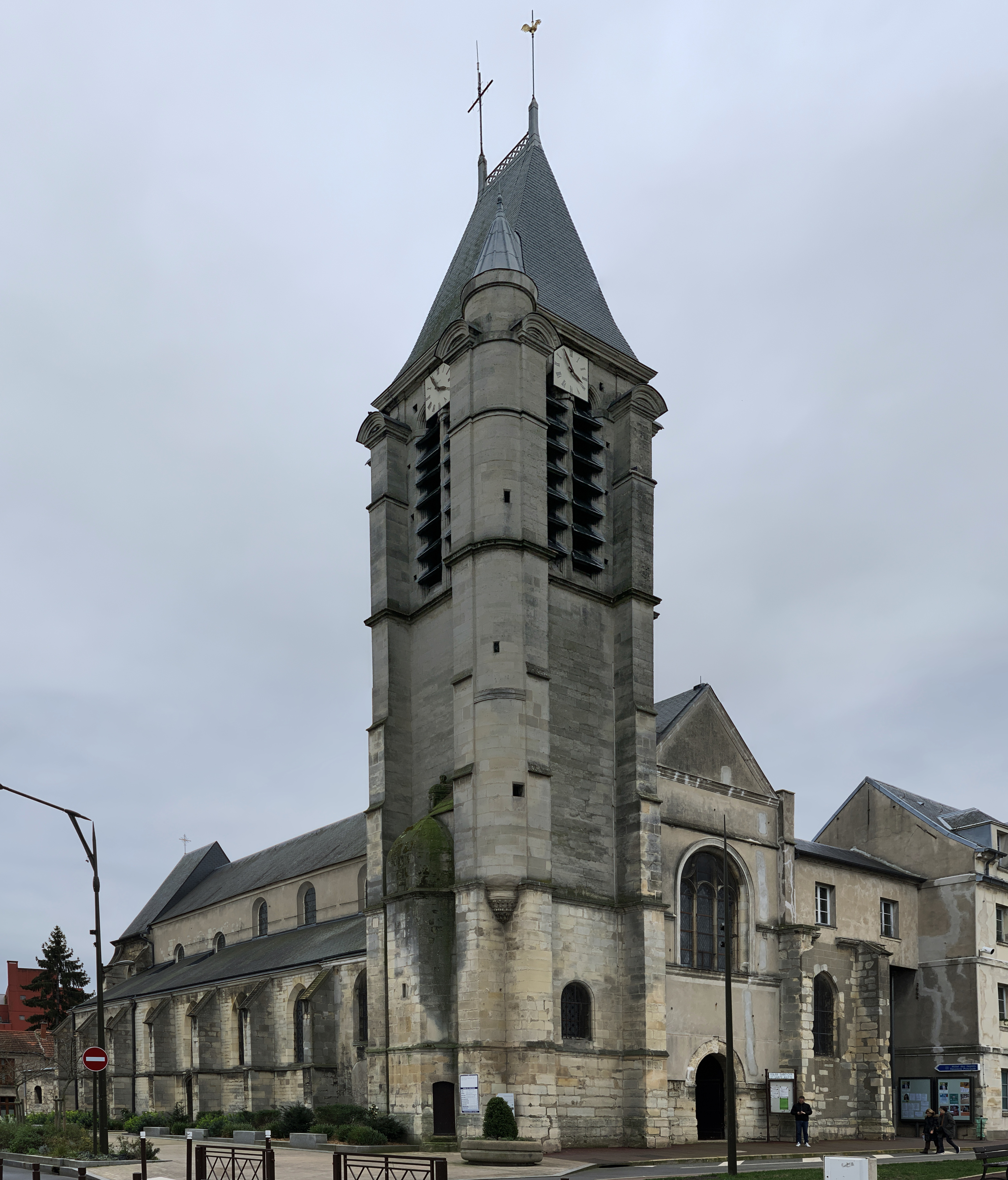
L'église Saint-Cyr-Sainte-Julitte.

#### Église catholique
La commune compte trois paroisses : Sainte-Thérèse au nord, Saint-Cyr-Sainte-Julitte au centre (avec un second clocher : Notre-Dame-des-Apôtres) et Sainte-Colombe au sud.

#### Église copte orthodoxe
La communauté copte orthodoxe dispose d'un lieu de culte : l'église Archange-Michel-et-Saint Georges.

#### Cimetières
La ville dispose de deux lieux de sépultures:
- Le cimetière principal de Villejuif, rue Édouard-Vaillant ;
- Le cimetière des Pommiers, avenue Paul-Vaillant-Couturier.

## Économie

### Revenus de la population et fiscalité
Le revenu net imposable moyen par foyer fiscal à Villejuif était, en 2005, de 16 161 € par an, en dessous de la moyenne nationale et très en dessous des moyennes départementale et régionale. C'est la deuxième moyenne la plus basse de la communauté d'agglomération du Val de Bièvre, devant Gentilly (15 463 €). Cette tendance se retrouve dans la part de foyers imposables, l'impôt moyen et, à l'inverse, dans la part des salaires dans les revenus,,,.
En 2010, le revenu fiscal médian par ménage était de 28 986 €, ce qui plaçait Villejuif au 15 890e rang parmi les 31 525 communes de plus de 39 ménages en métropole.
Impôt sur le revenu en 2005
|                               | Part de foyers imposables (%) | Revenu net imposable moyen par foyer fiscal en € | Impôt sur le revenu moyen par foyer fiscal en € | Part des revenus salariaux dans les revenus déclarés (%) | Part des pensions, retraites et rentes dans les revenus déclarés (%) |
| ----------------------------- | ----------------------------- | ------------------------------------------------ | ----------------------------------------------- | -------------------------------------------------------- | -------------------------------------------------------------------- |
| Villejuif                     | 59,1                          | 16 161                                           | 1 313                                           | 74,4                                                     | 20,0                                                                 |
| Val-de-Marne                  | 63,3                          | 19 919                                           | 2 102                                           | 71,9                                                     | 19,1                                                                 |
| Île-de-France                 | 64,2                          | 22 505                                           | 2 785                                           | 71,7                                                     | 17,8                                                                 |
| France                        | 54,5                          | 17 333                                           | 1 439                                           | 64,9                                                     | 23,6                                                                 |
| Sources des données : INSEE,. |                               |                                                  |                                                 |                                                          |                                                                      |

### Emploi
Villejuif comptait 17 652 personnes travaillant sur son territoire en 1999, un chiffre quasiment identique à celui de 1990, alors que le département et la région enregistrent une légère baisse. Très majoritairement dans le secteur tertiaire (85,5 %), la proportion des employés et professions intermédiaires y est nettement plus élevée que la moyenne départementale ou régionale, tandis que la moyenne d'ouvriers et de chefs d'entreprises y est nettement plus basse.
Le taux d'activité à Villejuif est de 86,4 %, très légèrement inférieur à la moyenne nationale (86,9 %) mais nettement inférieure à celle de l'Île-de-France (88,2 %). Le taux d'activité des 15-24 ans, notamment, est nettement inférieur aux moyennes du Val-de-Marne et d'Île-de-France.
Villejuif compte 2 067 chômeurs, dont 629 de longue durée. La tranche des 25-49 ans y est constitue environ 73 % des demandeurs d'emploi (70 % au niveau du département), tandis que celle des plus de 50 ans représente 14 % (17 % au niveau du département).
La ville compte une part plus importante de fonctionnaires que la moyenne nationale (24 contre 16 %), en grande partie liée à la présence de trois hôpitaux sur le territoire. Près des trois quarts (73,8 %) de la population ne travaillent pas à Villejuif, et plus de la moitié hors du département. En conséquence, seuls 10 % des actifs se rendent à pied à leur lieu de travail, contre 37 % utilisant leur voiture et 37 % les transports en commun.
À Villejuif, chercheurs et laboratoires pharmaceutiques travailleront autour de l'Institut Gustave-Roussy, spécialisé dans le cancer.

### Entreprises et commerces
- Le siège central de la banque Le Crédit lyonnais (LCL) se situe à Villejuif, le siège social de la banque lui se situe à Lyon.

## Culture locale et patrimoine

### Lieux et monuments
Villejuif compte de nombreux bâtiments et édifices qui constituent son patrimoine, dont certains sont inscrits comme monument historique, et un est classé.

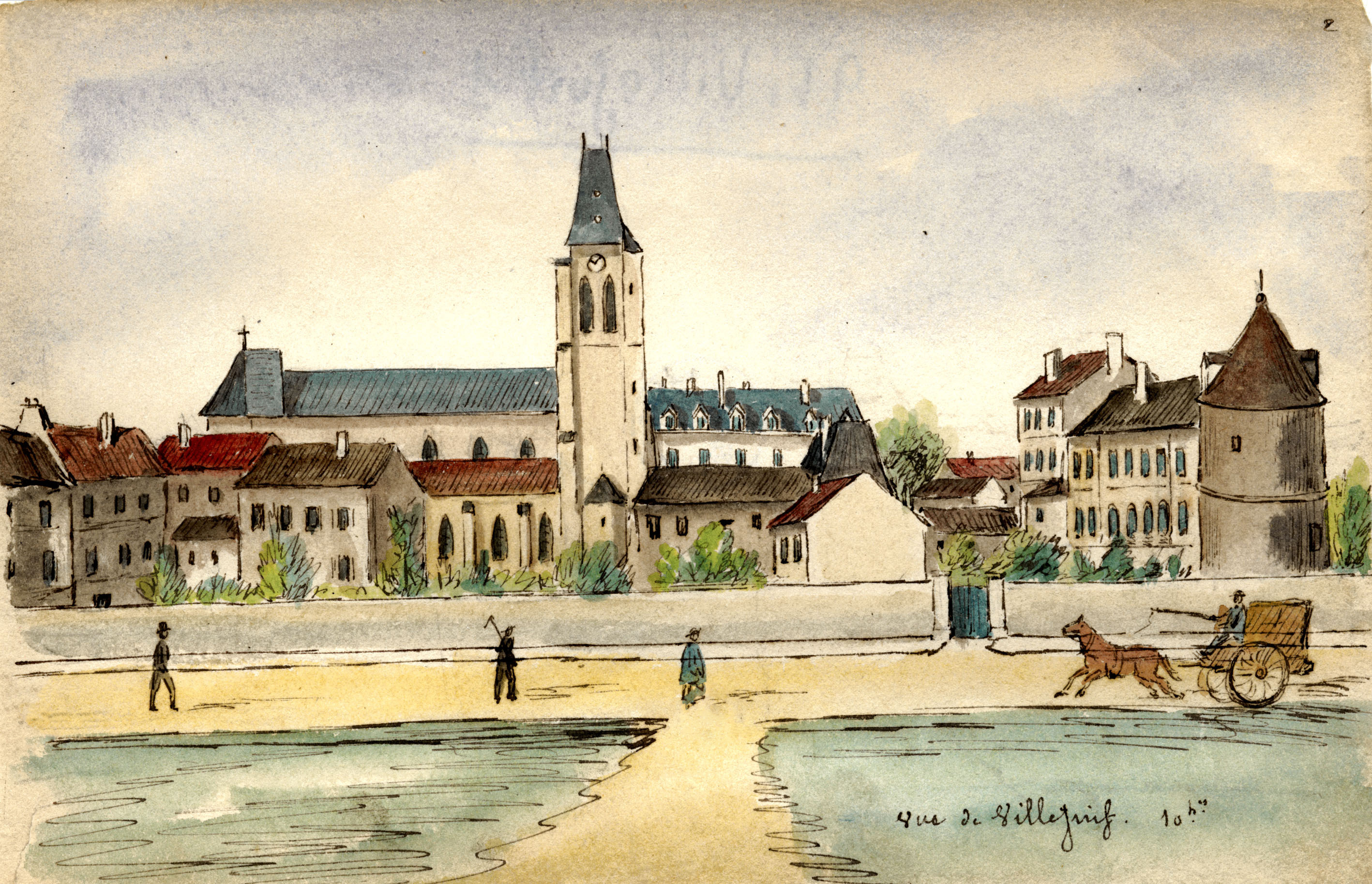
Villejuif vers 1880, aquarelle d'Albert Capaul.

Les monuments inscrits sont :
- L'Église paroissiale Saint-Cyr-Sainte-Julitte, place de la Mairie, qui a été édifiée au XIIIe siècle (une partie de la structure de la nef date de cette époque) et qui a été reconstruite aux XVe et XVIe siècles. Un passage aérien la relie aux bâtiments qui abritent aujourd'hui la mairie[29]. Le bâtiment est inscrit depuis 1928[132]. L'église doit son nom à saint Cyr et à sa mère sainte Julitte, deux martyrs chrétiens du IVe siècle.

.
- L'église Sainte-Thérèse, 9 rue Sacco et Vanzetti ;
- L'ancienne chapelle Sainte-Colombe, 23 rue Sainte-Colombe ;
- La chapelle Notre-Dame des Apôtres, 52 avenue Louis-Aragon.
- L'église copte orthodoxe de l'Archange Michel et Saint Georges, 138 boulevard Maxime Gorki.
- L'oratoire israëlite Beth Yoel, 106 avenue de Gournay.
- La pyramide de Cassini est une mire géodésique construite en pierre de taille en 1742, par le géographe Jacques Cassini. Haute d'environ sept mètres, elle a servi à mesurer le méridien de Paris, puis la vitesse du son[29]. La pyramide se situe avenue de Paris, à côté du conservatoire ; elle est inscrite depuis 1928[133].
- L'hôtel de la Capitainerie des chasses, hôtel particulier construit en 1762 pour Jacques Alexandre Gautier de Vinfrais, premier lieutenant de la maréchaussée à Villejuif et inspecteur des chasses de la Varenne du Louvre. Le député Thomas de Treil de Pardailhan y résida avant et pendant la Révolution[29]. Le bâtiment, situé 87, 89 et 91 rue Jean-Jaurès est inscrit depuis 1996[134].
- Le groupe scolaire Karl-Marx, construit de 1931 à 1933 par André Lurçat, sur demande de la municipalité communiste dirigée par Paul Vaillant-Couturier. Le bâtiment, construit au milieu des champs, est érigé en symbole de la politique des villes communistes, avec son équipement moderne, son intégration au stade et au gymnase voisins et son mobilier intégré. Il allie béton armé, verre et métal, selon une tradition inspirée du Bauhaus[ncvj 7]. Le bâtiment est inscrit depuis 1975 et classé depuis 1996[135].
- Le stade et le gymnase Karl-Marx ont été construits parallèlement au groupe scolaire par André Lurçat. Conçus comme des équipements du groupe scolaire, ils adoptent le même style (béton, verre et métal) et le gymnase est relié à l'école par un tunnel souterrain. Il est partiellement inscrit depuis 1993[136].

De nombreux autres bâtiments constituent le patrimoine de la ville, que ce soit dans son centre historique largement conservé (rues Jean-Jaurès, Georges-Le-Bigot et René-Hamon) ou dans les constructions plus récentes.
On peut notamment citer :
- Le monument aux morts de la Première Guerre mondiale, érigé en 1924 devant la mairie et sculpté par Edmond Chrétien. Il représente une Victoire avec un casque de poilu, tenant dans une main des lauriers et dans l'autre une épée.
- La redoute des Hautes-Bruyères, désormais dans le Parc départemental des Hautes-Bruyères, construite en 1870 sur ordre Eugène Viollet-le-Duc pour consolider la défense de Paris, héberge aujourd'hui une caserne de CRS.
- Les hôpitaux Paul-Brousse et Paul-Guiraud, construits respectivement en 1913 comme hospice de vieillards et de 1882 à 1889 comme asile d'aliénés, puis élargis au cours du XXe siècle.

De nombreux bâtiments ont été réalisés à Villejuif par Paul Chemetov, notamment le stade nautique, la médiathèque, le théâtre, le groupe scolaire Pasteur et des immeubles de logements tels que sentier Benoît-Malon ou place de la Fontaine.
Enfin, plusieurs bâtiments historiques construits à Villejuif ont aujourd'hui disparu, dont :
- La redoute du Moulin de Saquet, théâtre d'affrontements entre Versaillais et fédérés pendant la Commune (bâtiment détruit en 1965)[29].
- Le château de Saint-Roman, bâti vers 1680 par Jean Duret, qui a acquis la seigneurie de Villejuif en 1672. Il a été transmis avec la seigneurie à la famille des Saint-Roman, derniers seigneurs de la ville, qui le donna à louer au cours du XIXe siècle. Son parc a été loti au début du XXe siècle et, bien qu'il ait été inscrit aux monuments historiques en 1928, le château lui-même est détruit en 1989 pour construire un immeuble à la place[ncvj 8],[137].

### Équipements culturels
L'explosion démographique due au baby boom des années 1940 - 1950 a marqué le développement des équipements et politiques culturelles.
La création de la Maison du peuple Gaston Monmousseau en 1962 (dans les locaux de l'actuelle Bourse du travail) permettra aux nombreuses structures culturelles naissantes, jusqu'ici hébergées dans les bureaux de la mairie, de disposer de locaux.
Ainsi, la bibliothèque municipale y emménage dans une salle de 60 m2. Le cours de chant, créé en 1956 et qui partageait jusque-là la salle de la bibliothèque, la rejoint et devient une école de musique et de chant, avant de devenir conservatoire en 1965. Le cours de danse devient également une école de danse, avec un cours de danse classique et de danse rythmique.
C'est également en 1962 que débute la construction du théâtre Romain-Rolland, au-dessus du marché couvert (900 m2 au sol). Elle permet d'héberger la troupe de l'Églantine, qui joue jusqu'ici dans la salle des fêtes.
C'est en 1962 qu'est lancée la première Maison des jeunes et de la culture, rue Youri-Gagarine (l'actuelle Maison pour tous Gérard-Philipe) et d'une autre rue Pasteur (l'actuelle MPT Jules-Vallès). Elles seront inaugurées respectivement en 1970 et 1972.
En 2006 est inaugurée, face à la mairie, la médiathèque Elsa-Triolet.

### Personnalités liées à la commune
Plusieurs personnalités politiques connues sur le plan national ont exercé des responsabilités à Villejuif :
- Thomas de Treil de Pardailhan (1754-1822), résidant à Villejuif, député du département de Paris à l'Assemblée législative (1791-1792).
- Edgar Monteil (1845-1921), écrivain, journaliste, homme politique et préfet français, mort à Villejuif.
- Paul Vaillant-Couturier (1892-1937), rédacteur en chef de l'Humanité et fondateur de l'Association républicaine des anciens combattants (ARAC), maire (PCF) de la ville de 1929 à 1937 et député de la Seine (1919-1937).
- Marie-Claude Vaillant-Couturier (1912-1996), son épouse, résistante et déportée, députée de la Seine puis du Val-de-Marne (PCF) 1946 à 1958, puis de 1962 à 1973.
- Georges Marchais, secrétaire général du Parti communiste français de 1972 à 1994, député du Val-de-Marne de 1973 à 1997, habitait la ville.
- Alain Lipietz, ancien député européen écologiste, conseiller municipal Vert de 1995 à 2001 puis de nouveau à partir de 2014.
- Francine Ségrestaa, connue en littérature sous le nom de Francine Ségeste, conseillère municipale Verte de 2001 à 2008.

Autres :
- Claude Rostand (1912-1970), musicologue et critique musical, mort à Villejuif.
- Komitas (1869-1935), compositeur et ethnomusicologue arménien, mort à Villejuif.
- Marc Le Coultre (1946-), artiste peintre né à Villejuif.
- Alain Dorval (1946-2024), acteur français de doublage et voix de Sylvester Stallone. Décédé à Villejuif.
- Patrick Roy (1952-1993), animateur, mort à Villejuif.
- Le Villejuif Underground, groupe de rock franco-australien fondé et basé un temps à Villejuif.

De nombreux scientifiques ont également eu un rôle important à Villejuif, dont Gustave Roussy, qui a créé la première consultation de cancérologie au sein de l'hôpital Paul-Brousse, en 1925.

### Héraldique, logotype et devise

Logo de la commune jusqu'en 2023.

| Blason de Villejuif | Blason  | De gueules, au faisceau et à la hache d'armes d'argent posés en pal, accostés de deux tourterelles voletant, celle de dextre contournée, et tenant dans leur bec une banderole d'argent, à la champagne de sable, à deux traits d'argent passés en sautoir liés du même et brochant sur la partition. Devise / CriTout cède à notre union. |
| Blason de Villejuif | Détails | Le statut officiel du blason reste à déterminer. |